# カードファイト!! ヴァンガード
『カードファイト!! ヴァンガード』 （CARDFIGHT!! Vanguard）は、ブシロードのトレーディングカードゲーム。

## 概要
「ブシロード史上最大の作戦」と銘打ち、各種メディアミックスを積極的に集中展開しており、2011年2月26日にトライアルデッキ「聖域の光剣士」と「帝国の暴竜」が発売されて以来、2021年2月に10周年を迎える長期シリーズとなっている。
カードゲームのイメージキャラクターには開始から2016年（平成28年）11月まではBREAKERZのDAIGOが起用されており、CMにメインで出演。楽曲も彼がボーカルのロックバンドBREAKERZの曲が使用されている。また、アニメにも本人役で出演していた。2016年12月より『フューチャーカード バディファイト』とのトレードで新日本プロレスのオカダ・カズチカが新たに就任したが、2018年4月以降は、再びDAIGOが兼任する形で復帰し、現在に至っている。
メディアミックスに伴い、数年おきにタイトルロゴが下記のように変更が行われていたが、現在は再び「カードファイト!! ヴァンガード」の名称に戻し展開されている。また、名称が変更されても過去のカードと互換で使用できるように、カード裏面のロゴデザインはシリーズ開始当初から変更されていない。
- 『カードファイト!! ヴァンガード』 - 2011年2月 - 2014年10月、2018年5月 - 2021年2月、2022年4月 - 現在。
- 『カードファイト!! ヴァンガードG』 - 2014年11月 - 2018年4月。テレビアニメ『カードファイト!! ヴァンガードG』の放送開始に伴う変更。
- 『カードファイト!! ヴァンガードoverDress』 - 2021年3月 - 2022年3月。テレビアニメ『カードファイト!! ヴァンガード overDress』の放送開始に伴う変更。

## 遊び方
対戦は2名のプレイヤーにより1対1、各自50枚のカードによりメインデッキと5枚のカードのライドデッキを組み、それを持ち寄って戦う。
対戦前に自分の場のヴァンガードサークルと呼ばれる場所にライドデッキからファーストヴァンガード（FV）と呼ばれるグレード0のユニットを予め1枚裏向きに配置する。その後、シャッフルしたデッキからお互い5枚の手札を引き、先に伏せておいたユニットを表に返し、「スタンドアップ」と宣言して対戦が始まる。ヴァンガードサークルに存在するユニットはヴァンガード（先導者）と呼ばれ、言わばこのゲームの主人公であり、プレイヤーの分身として扱われる（設定上はヴァンガードサークルに配置したユニットにプレイヤーが憑依するというイメージになっている）。
対戦では、ヴァンガードを昇級させるライド、ユニットを場に出すコールという二つの行為および、各種カードの持つ能力を利用しながら互いのヴァンガードへ攻撃を試みる。ヴァンガードへの攻撃が成功すれば相手のダメージゾーンと呼ばれる場所にカードが置かれていき、6枚で敗北する（設定上はダメージを受けるとユニットとの契約が1体ずつ解除、6体目と同時にデッキ全体の契約が解除され、敗北するということになっている）。

## カード

### カードに記載されている情報
グレード（カードの左上）
各カードに設けられたレベルの数値。0（ゼロ）以外は和名で呼ばれる。原則として0から4まで。
スキルアイコン（グレードの下）
ユニットが持つ能力を表すアイコンのひとつ。グレードの下に表記されている。このアイコンで示される能力として、ブースト、インターセプト、ツインドライブ!!、トリプルドライブ!!!の4種類がある（能力の詳細は後述）。
国家・クラン（カードの右下）
ユニットがどの国家・組織に所属しているかを表す情報。
現行の公式・公認大会環境では、原則として国家（クラン）を1つ選び、その国家（クラン）を含むカードのみでデッキを構築しなければならない。
種族(カードの右下、国家・クランの右下）
ユニットカードの種族を表す情報。
パワー（カードの左下）
ユニットの戦闘力を表す数値。
攻防ともにこの数値を比較してアタックの成否を決定するが、両者のパワーが同じ場合では攻撃側のアタックが成功する。
効果でユニットのパワーが減少する場合、0以下からのマイナスの数字分も計算する。
クリティカル（カードの下）
アタックがヴァンガードにヒットした時に与えるダメージを示す数値。
シールド（カードの左横）
ユニットのガーディアンとしての戦闘力。ガーディアンとして使う時、防御側のユニットのパワーにこの数値を加える。
盾の形を模したアイコンで表される。
イラスト（カードの中央）
カードの内容をイメージしたイラスト。
ゲーム上は特に意味を持たない。
カードテキスト
カードが持つ固有の能力を示す情報。
特殊アイコン（スキルアイコンの下）
この位置に特定のアイコンを持つユニットカードは、そのアイコンに対応した能力等を持つ。
イマジナリーギフトアイコン
グレード3以上の一部のノーマルユニットが持つ特殊アイコン。
ペルソナライド
2021年より導入された特殊アイコン。ペルソナライドアイコンを持つユニットと、同名のユニットにライドした時に発動し、1枚ドローした後、そのターン中前列にある全てのユニットのパワーが+10000となる。

### ユニットカード（ユニット）
このゲームで使われるカードに描かれたキャラクターの呼称、またはフィールドに出ているカードを示す。2019年以前は、全てのカードがユニットとなり、魔法カードなどは存在しなかったが、2020年から後述のオーダーカードが登場している。

#### メインデッキ・ライドデッキに用いる物
ノーマルユニット（枠が黒色）
普通のユニットカード。
トリガーユニット（枠が黄色）
カードの右上にトリガー効果を示すマークが載っている。分類されるユニットは原則としてグレード0。
メインデッキの50枚のうち16枚はこのカードでなければならず、スタンダードレギュレーションでは「ヒールトリガー」は、計4枚まで、「オーバートリガー」は計1枚のみ、それ以外のトリガーアイコンを持つカードは各種計8枚までしか入れてはならない。

#### Gデッキに用いる物
Gユニット（枠が赤色または緑色）
枠が赤色のものは「超越スキル」又は「究極超越スキル」、枠が緑色のものは「Gガーディアン」のキーワード能力をそれぞれ持つ。分類されるユニットは全てグレード4。カード裏面には銀箔が施されているものと通常と同じ仕様のものがある。
このタイプのユニットカードはメインデッキやライドデッキに入れることはできない。導入当初のGデッキの上限は8枚であったが、2016年4月以降は16枚まで入れることができる。

### オーダーカード（オーダー）
2020年3月より導入された。
枠が青色（2020年の導入当初は黒色）。ただし、『BanG Dream!』に属するものはピンク色、トリガーオーダーはトリガーユニットと同じ黄色となっている。1ターンに一度、手札からドロップゾーンに置くことで効果を発揮する。ユニットをコールする時と同様に、ヴァンガードのグレード以下であれば使える。同名カードは4枚までメインデッキに含める。
ノーマルオーダー（タイプ欄が青）/トリガーオーダー（タイプ欄が黄）
自分のターンのメインフェイズ中に使用できる。
ブリッツオーダー（タイプ欄が赤）
相手の攻撃をガードする時に使える。
セットオーダー（タイプ欄が白）
メインフェイズ中に手札からプレイし、使用処理が実行される。

### トリガー効果の種類
トリガーユニットとトリガーオーダー（「オーバー」のみ）が持つ特殊効果。通常のドローではなく、各トリガーチェック時にトリガーゾーンに置かれた時、なおかつそのトリガーユニットと同クラン及び同国家のユニットが場にいる時に効果が発揮される。
このトリガー効果は、ドライブチェックの場合は攻撃側の、ダメージチェックの場合は受ける側のユニット1枚のパワーをターン終了時まで＋5000（2018年以降は＋10000）し、さらにトリガーアイコンの種類により以下の効果がある。
ガードする前にはドロートリガーのみ5000、その他のトリガーは10000のシールドとして使える。
ユニットに関係するトリガー効果（クリティカル・スタンド）の対象とするユニットは、パワーと効果の振り分けが可能。
クリティカルトリガー（☆の黄色アイコン）
ユニット1枚のクリティカルを1点増加する。
ドロートリガー（引の赤色アイコン）
山札の上から1枚カードを引く。
スタンドトリガー（醒の青色アイコン）
レスト状態のリアガードを1枚選択し、スタンドさせる。フロントトリガーが登場した2018年度以降は追加されていない。
ヒールトリガー（治の緑色アイコン）
自分のダメージゾーンの枚数が相手以上である場合のみ、ダメージゾーンから1枚選んで取り除き、ドロップゾーンに置く（回復する）。
ユニットに関係無く、山札の中には合計4枚だけ入れられる。
フロントトリガー（前の赤紫色アイコン）
2018年より新たに登場したトリガー。前列全てのヴァンガード、リアガードにパワーを与える。
「スタンドトリガー」の相性上、2021年までは、イマジナリーギフト『アクセル』に属するクランに採用されていた。
オーバートリガー（超の虹色アイコン）
2021年より新たに登場したトリガー。ドライブチェック及びダメージチェックにてトリガーとして出た時、このカードを除外して1枚引き、自分のユニット1枚にそのターン中にパワーを1億与える。
メインデッキには1枚だけ入れられる。

### 疑似カード
ゲーム中に何らかの能力によっていずれかの領域に作成されるもの。 山札（デッキ）に入れることはできないため、大会においてスリーブに入れる際は区別のため別のスリーブに入れることが公式で推奨されている。
トークン
ゲーム中、ユニットの効果によってデッキ外から主にリアガードサークルに出される。トークンユニットとトークンオーダーの2種類がある。
フィールドを離れる時や呪縛された場合は、その際に発揮する効果を解決した後に除外する。
プラント・トークン
デッキ外から〈グレード0（ブースト）、パワー5000、クリティカル1〉のリアガードとして使える疑似ユニットを生み出す。
幻焔（ヴィジョン）・トークン
「ドラゴニック・ブレードマスター」（リメイク）のみが可能。効果発動後デッキ外からリアガードに〈グレード3、パワー13000、クリティカル1〉を持ち、ツインドライブ!!ができる疑似ユニットを生み出す（ターン終了時に退却する）。
妖魔夢幻（イビルデコイ）・トークン
デッキ外から〈グレード0、パワー0、シールド5000、クリティカル1〉で攻撃やブーストはできないが、後列からのインターセプトができる疑似ユニットを生み出す。
アーシャの花妖精・トークン
「アーシャ」の名を含むカード（リメイク）の能力で生み出せるプラント・トークンの一種。〈グレード0、パワー13000、クリティカル1〉で、「アーシャ」の名を含む自分のヴァンガードと同名になり、攻撃時、選択した自分の「アーシャ」の名を含むヴァンガードのパワーとクリティカルの数値と同数になる。
支配の仮面・トークン
「魔忍竜 シラヌイ “朧”」（リメイク）のスキルで相手のカードをバインドした際に中央後列にコールされ、パワー・クリティカル・能力を得ることができる。
夜影兵（シャドウアーミー）・トークン
デッキ外から〈グレード1（ブースト）、パワー15000、クリティカル1〉のリアガードとして使える疑似ユニットを生み出す。
ノブレスローズ・トークン
「グランフィア」の名を含む自分のヴァンガードの能力で、他のサークルに移動できない代わりにプラント・トークンがリアガードサークルに登場する際、プラントゲージとして置くことができ、プラント・トークンがあるリアガードを退却させることで払えるのなら、プラントゲージを捨てることでも払うことが可能。
龍樹開花・天地終焉（グリフォ・エスカトロギィ）・トークン
「滅尽の覇龍樹 グリフォギィラ・ヴァルテクス」のみが可能。それぞれの自動能力・起動能力をプレイすることで生み出せるトークンオーダー。
マーカー
サークルやユニットの上に置かれるオブジェクト。
特定の各種能力でマーカーの配置処理する際にマーカーカードを物理的に使用する。
財宝
「七海」の名を含むカード（リメイク）が有する能力で使うマーカー。相手ユニットへのアタックヒット時、「財宝マーカー」がない自分のヴァンガードかリアガードのサークルに「財宝マーカー」を設置でき、その数や位置によって効果を発生する。
暗黒繭（クレイドル）
「ダークフェイス」の名を含むカード（リメイク）が有する能力で使うマーカー。相手にこのマーカーが置かれた際にそのリアガードのパワーと能力を全て失わせ、相手の動きを大きく鈍らせる。
龍樹
サークルに置くことで効果を発揮するマーカー。
ギフトマーカー
後述の「イマジナリーギフト」発動時に使用するマーカー。
チケット
「オーダーカード」の代用としてプレイすることができる。「トークンユニット」や「プロテクト・マーカー」と同様にコストにする事もでき、使用後は消滅する。
クイックシールド
新型のファーストヴァンガードにライドした時、相手のヴァンガードがグレード1以上であればデッキ外から1枚手札に加えられる。
ガーディアンシールド
グレード１のユニットがグレード０からライドして登場した時、後攻なら公開することでデッキ外から1枚手札に加えられる。
ペルソナシールド
ライドデッキからペルソナライド能力を持つカードを公開し、ペルソナライドを持つヴァンガードならコストを払うことでデッキ外から1枚手札に加えられる。
クレスト
各種能力で作成され、クレストゾーンに置かれる。
クレストを得た場合、そのゲーム中に記載された能力が有効になる。

### その他
ライドデッキクレスト
デッキ構築の際にライドデッキに加えるカード。

## 国家
ヴァンガードにおける世界「惑星クレイ」に存在する文明。
カードの右下にはそれぞれ属する国家の国旗アイコンが記されている。初期のカード、及びどの国家にも属さない無所属のカードは国旗アイコンの情報が記されていない。また、クラン名又は国家名が記載されている欄の背景色は、属する国家ごとに区別されている。
発売当初から2021年初旬までのクラン主体でデッキの構築を推奨するデザインのカードには、国家の名称は一部のGユニット（「ゼロスドラゴン」「原初竜」）を除き、基本的に記載されていない（公式サイトのカードリストおよび『ケロケロエース』などの掲載誌の記事で確認可能）。
2021年の「近導ユウユ -天輪聖竜-」収録カードより、カードの体制が国家単位でのデッキ構築を推奨するデザインに刷新された。リニューアル後も旧体制（クラン）のカードの新規追加は断続的ながら継続されている。

### 「無神紀」以前の国家
ユナイテッドサンクチュアリ
背景色は黄色。信仰と科学の融合で発展する、正義と秩序を重んじる神聖国家。ロイヤルパラディン、オラクルシンクタンク、エンジェルフェザー、シャドウパラディン、ゴールドパラディン、ジェネシスの拠点。
ドラゴンエンパイア
背景色は赤色。竜によって支配された最強の軍事力と広大な領土を抱え、惑星クレイ一の長い歴史を誇る帝国。かげろう、ぬばたま、たちかぜ、むらくも、なるかみが所属。なお、約3000年後の惑星クレイが舞台となる「天輪聖紀」でも引き続き登場している（後述）。
スターゲート
背景色は灰色。惑星の最南に位置する、「宇宙」を連想させる技術が見られる未知の大陸。ノヴァグラップラー、ディメンジョンポリス、リンクジョーカー、エトランジェが所属。
ダークゾーン
背景色は紫色。闇の種族が支配する謎と魔術に満ちた暗黒国家。スパイクブラザーズ、ダークイレギュラーズ、ペイルムーン、ギアクロニクルが所属。
メガラニカ
背景色は青色。あらゆる海の生物と不死の種族からなる国土の大半が海に覆われた多島国家。グランブルー、バミューダ△、アクアフォースが所属。
ズー
背景色は緑色。世界最高峰の知性生物が暮らす、豊かな自然に覆われた国家。メガコロニー、グレートネイチャー、ネオネクタールが所属。

### 「天輪聖紀」時代の国家
「ドラゴンエンパイア」以外の国家は刷新されている。
ドラゴンエンパイア
背景色は従来と同様赤色。3000年を経ても唯一名前が変わることがなかった最古の国家。中央にそびえる霊峰には、遥か古代より伝説の竜の卵（「サンライズ・エッグ」）を守護し続けている「暁紅院」が存在している。
ダークステイツ
背景色は青色。かつては「ダークゾーン」と呼ばれた、魔の眷属が支配する常闇の魔法国家。
ブラントゲート
背景色は灰色。かつて「スターゲート」の名で呼ばれていた科学大国。
ケテルサンクチュアリ
背景色は黄色。かつては「ユナイテッドサンクチュアリ」と呼ばれた国家で、支配者層が住む天空の浮島と、それを見上げながら暮らす民が住む地上の2つに分かれている。
ストイケイア
背景色は緑色。かつての「メガラニカ」と「ズー」が賢者ストイケイアの教えのもとで一つとなった国家。
リリカルモナステリオ
背景色はピンク色。空飛ぶクジラの背中に造られた第６の国家の学園都市。

### クラン
各国家のユニットの所属している部隊を指す言葉でその内訳は多岐にわたる。トリガーの発動、カードの能力の発揮に大きく影響するため、基本的に特定のクランを中心としてデッキが組まれる。
一部のユニットカードには自身を元々属しているクランとは別のクランに属させる永続能力を所持しており、その永続能力によって追加されたクランのカードとしても扱える物も存在する。
2021年度以降に追加された国家体制のカード（旧体制のものは除く）には、各国家のクラン名は原則として表記されていないが、例外として「邂逅（エンカウンター）カード」と称されるデザインのカードには、国家の欄の下にクラン名と右下にクランのアイコンが表記されている。
ユナイテッドサンクチュアリ
ロイヤルパラディン
人間、妖精、神と彼らをサポートする動物で構成された、「騎士王アルフレッド」と守護竜「ソウルセイバー・ドラゴン」が束ねるユナイテッドサンクチュアリの正規軍。
「光の剣士」と呼ばれる英雄「ブラスター・ブレード」の他に、過去の部隊として「探索者（シーカー）」、精鋭部隊には「宝石騎士（ジュエルナイト）」、過去の災厄で活躍した伝説の剣聖「光輝の剣 フィデス」と、それを継承する「アルトマイル」もこのクラン所属である。
「絆」をテーマとした多様な展開力と強化手段に優れ、安定した立ち回りが可能。
オラクルシンクタンク
ユナイテッドサンクチュアリ所属の信託魔術や未来予知、占術などの魔法と科学的推測を駆使してコンサルティングや経済予測業務を行う巨大企業であり、「CEO アマテラス」がトップを務める。巫女や妖精などの他、特殊な枠組みに悪徳企業の捕縛・抹消を目的として、秘密裏に設立した戦闘教団の修道女のエージェント部隊「バトルシスター」、一族代々が所属する占術士のメンバー「メイガス」、実在の芸術作品と機械を合わせたセキュリティマシン「オラクルガーディアン」が存在する。
山札操作や手札の増強に長け、ソウルの枚数や中身に関わる能力も含む。
エンジェルフェザー
ユナイテッドサンクチュアリに拠点を置く、名前通り天使達が所属する医療機関で、専守防衛のための戦闘力も持ち合わせる。「守護天使」や「黒衣の葬天使（ブラック・グレイバー）」など翼の色に応じた部隊が存在する。
ダメージゾーンに干渉する能力に特化され、ダメージゾーンからのカード回収やスペリオルコールなどによって戦術の安定化が可能。
シャドウパラディン
「ファントム・ブラスター・ドラゴン」が聖騎士団の一部に渦巻いていた負の感情を支配し創設した、ユナイテッドサンクチュアリの暗部と言える騎士団。「ブラスター・ダーク」を始めとする一部のカードは悪に染まったロイヤルパラディンのユニットといったデザインになっている。解放戦争以後は、ユナイテッドサンクチュアリを守る影の部隊として再編され、「モルドレッド・ファントム」が率いる特殊部隊「撃退者（リベンジャー）」の他に、ブラスター・ダークに反旗を翻した「クラレットソード・ドラゴン」や竜に関して手研究している魔道士「ルアード」等が属している。
ロイヤルパラディン同様に展開力に優れるが、こちらは戦力の補充だけではなくリアガードを犠牲にすることで強力な効果を使う。
ゴールドパラディン
謎の勢力によって封印された、ロイヤルパラディンの「ブラスター・ブレード」、シャドウパラディンの「ブラスター・ダーク」の解放のために結成された、ユナイテッドサンクチュアリの第二正規軍。結成当初は封印された両クランの復活を目的とし、力を得るために伝説の「七聖獣の鎧」を探し求め、鎧の名を冠する七つの部隊を結成する。またその設定上、ロイヤルパラディンとシャドウパラディンに元々所属していたユニットも存在しており、二つのクランの特徴を受け継ぐ能力を有する。
解放戦争時では「灼熱の獅子 ブロンドエイゼル」が中心となって、復活したアクアフォースの中将メイルストロームと交戦、最終的に「光輝の獅子」となって英雄たちを解放した。それ以後は、第二正規軍を束ねていたアルフレッドが結成した特殊部隊「解放者（リベレイター）の他」、ブラスター・ブレードが消えた歴史で解放者に所属する謎の騎士・パーシヴァル率いる「青炎騎士団（ブレイズパラディン）」や「グルグウィント」が等が属している。
ロイヤルパラディンに比べユニットの展開は安定性に欠け、すでにリアガードがいるサークルには出せない場合が多いが、シャドウパラディンのリアガードの退却をコストとする能力がそれを補える形になっている。また2018年度では手札からのスペリオルコールによる疑似スタンドと、その際に誘発する能力が加わっている。
ジェネシス
予知された絶望的な未来を塗り替えるため、オラクルシンクタンクの新CEOが創設した複合企業体（コングロマリット）。ユナイテッドサンクチュアリに拠点を置き、世界各国からの支援を受けて設立。星輝大戦後は独立した一企業となる。
「宇宙の神器 CEO ユグドラシル」を長とする「神器」などのグループや一時期クラレットソード・ドラゴンと結託して悪事を働いた「フェンリル」、若き新米女神の「アマルーダ」や「星詠」に属する天神「ウラヌス」等が存在する。
ダークゾーン所属のダークイレギュラーズ、ペイルムーン、スパイクブラザーズに見られるソウルチャージ、ソウルブラストを主体とし、前述の3クランがソウルの枚数自体やスペリオルコールに利用するのに対し、こちらは多量のソウルブラストによる効果が特徴。
ドラゴンエンパイア
かげろう
炎の力を持つ竜や竜をモデルにして作られた機械および、それらを操る戦士などで構成されたドラゴンエンパイアの第一柱軍・陸上強襲爆撃部隊。
「フレイムドラゴン」の一族が中心で「ドラゴニック・オーバーロード」が指揮官を務め、部隊には犯罪者を一時的に出所させ、封印の段階を引き下げた状態で戦闘を許可された「封竜」とドラゴニック・オーバーロードの後任部隊「煉獄」が存在する。
相手リアガードの除去が得意で、多くの戦術を崩して優位に立てる。
ぬばたま
ドラゴンエンパイアの諜報部隊。領土の東方に伝わる独自の暗黒魔術や武術を習得した、闇より生まれたとされる黒き竜「アビスドラゴン」を頭領に獣人などの忍者がモチーフのユニットが所属する。
クランとしては最古参であるが単一クランデッキが組めるようになったのは登場から2年半経った「絶禍繚乱」からである。その際、新たに相手のカードを「バインド」する能力を持つカードも登場した。
条件付きだが低コストで相手の手札を減らす能力に特化している。
たちかぜ
ドラゴンエンパイアの陸上強襲部隊。機械の装甲で強化された恐竜「ディノドラゴン」を主力に構成されている。
自軍のリアガードを効果やコストで退却させるユニットと、それを補助する退却に誘発する効果を組み合わせて優位を取る戦いをする。
むらくも
ぬばたまと対をなすドラゴンエンパイアの隠密部隊。シャドウパラディン同様、ぬばたまのカードに酷似したデザインのカードも存在する。竜を筆頭にした獣人、妖怪で構成される忍者や侍のほか、歌舞伎や日本舞踊など日本の伝統文化をモチーフとしており、「マガツ」や「ヒャッキヴォーグ」、「ヤスイエ」等の存在が見受けられる。
「分身」をイメージしたような、同名ユニットの一時的な複数展開が特徴。手札を温存しやすく、防御面に優れる一方で速攻以外の攻撃力が他より劣る。
なるかみ
ゴールドパラディン同様、謎の勢力によってかげろうの英雄「ドラゴニック・オーバーロード」を封印され、混乱状態を制した「サンダーブレイク・ドラゴン」によって結成したドラゴンエンパイアの新たな第一強襲部隊で、「ドラゴニック・カイザー・ヴァーミリオン」を総指揮官としている。かげろうと異なり、陸、空を統べる統合部隊であり、「炎」を司るかげろうに対し、「雷」を司る「サンダードラゴン」主要で構成される。
解放戦争後、「ヴァーミリオン」が姿を消して以降は新部隊として「ドラゴニック・ディセンダント」が総指揮官を務める「抹消者（イレイザー）」や文字通り戦うことが大好きな喧嘩チーム「喧嘩屋（ブロウラー）」が結成されている。
前列ユニットの除去が多くを占め、パワー・クリティカルの増加、ヴァンガードのスタンドの他に複数の相手を同時に攻撃できる能力やバインドによってユニットの再利用を封じるなど、ヴァンガードへの攻撃能力に特化している。
スターゲート
ノヴァグラップラー
スターゲート所属の世界的に人気のあるプロ格闘技集団。ロボットやサイボーグ、宇宙人風のユニットが多く、「獣神」「ライザー」「デスアーミー」「ブラウ」などの派閥が存在する。
ユニットのスタンド、カウンターチャージを駆使した軽快なフットワークの連撃を得意とする。
ディメンジョンポリス
スターゲート所属の超テクノロジーで次元犯罪者を追う正体不明の正義の味方。「次元ロボ」、「鋼闘機（メタルボーグ）」「宇宙勇機（うちゅうヒーロー）」などアニメに出てきそうな巨大ロボや「イニグマン」のような特撮ヒーローのような外見のユニットが多く、本クランのキャラクターデザイナーには明貴美加など実際にロボットアニメや特撮作品のキャラクターデザインをしている人物がいる。
味方の強化が得意で、ヴァンガードに一撃必殺の攻撃力を与える。しかし安定性に欠け、リアガードの攻撃力は低め。その他に相手ヴァンガードの弱体化やそれに関連するユニットが一部に存在し、それらはいわゆる「正義の味方」の敵役である「怪獣」が多い。
リンクジョーカー
虚無（ヴォイド）の化身にして三英雄を封印し、スターゲートの領土を奪った異界の侵略者。クラン名の表記は侵略者であることの証明か他のクランと異なり黒字に赤い縁取りとなっている。
「星輝兵」と呼称されるユニットは、三英雄のデータを元にした人型やドラゴンを模した者、クレイ以前に侵略した星の生物を改造したもので構成されており、そのすべてが機械的かつ無機質な外見で、白を基調とした黒い外殻に赤黒いラインが走るという共通したデザインをしている。一方、遊星「ブラント」のエイリアン達である「根絶者（デリーター）」と呼称されるユニットは、これらの設定がない代わりに不気味な化け物じみた外見をしている。
これ以外にカード名に「Я（リバース）」を含むユニットをリンクジョーカー扱いとして盟主のデメリットを防ぐ能力を持ったカードが存在する。
解放戦争後の「星輝大戦（インベイション・グレートウォー）」では、二度にわたってクレイへの侵略を繰り返すも、いずれも各国の英雄達の反撃によって敗北する。以後、新世代のユニットたちが創世神「メサイア」の加護の元でクレイの新たな生命体として生まれ変わった。
呪縛（ロック）と呼ばれる効果を使った相手の行動を封じる戦略や「デリート」と呼ばれる相手のヴァンガードを裏の状態にする戦略を得意とする。相手ユニットを封じて無力化、妨害することが得意な他に、相手のトリガー効果の変更や効果による勝利などの独自の能力を多く有する。
エトランジェ
スターゲート所属の異世界より現れた軍勢で、主に他作品とのコラボレーションで生まれたキャラクターが所属する。2021年の国家体制への変更以降は、追加されていない。
ダークゾーン
スパイクブラザーズ
ダークゾーンに拠点を置く、惑星クレイの人気スポーツ「ギャロウズボール」の強豪チーム。「ダッドリー」と呼ばれるゴブリンや巨人などのロボット的、怪物的ユニットが多い。当初はドーピングや賄賂などあくどい手を使う者が多かったが、「ライジング・ノヴァ」を中心とした正統派選手の活躍により正々堂々スポーツを楽しむ者が増えた。
リアガードから山札やソウルへ移動する能力とスペリオルコールを組み合わせた、同一ターンの攻撃ラッシュが得意。2019年度からイマジナリーギフトをパスのように渡していく戦法が増えた。
ダークイレギュラーズ
ダークゾーンに生きる、悪魔やヴァンパイア、堕天使で構成された暗黒魔術と科学技術を融合させた力を振るう軍勢。
「魔界侯爵 アモン」が率いる眷属の部隊や、時空混線以降の戦いでは最強のヴァンパイア「シャルハロート」、破壊の竜神ギーゼを信仰する「ギーゼ教」の教祖「ガスティール」等が所属する。
ソウルチャージを得意とし、ソウルの枚数を参照する能力が特徴。
ペイルムーン
ダークゾーンに拠点を置くキメラやデーモンで構成された闇のサーカス団。
「ルキエ」率いる「銀の茨（シルバーソーン）」と呼ばれる魔道サーカス団や天才奇術師の「ハリー」もこの所属。
ソウルのカードを軸に展開、強化を行うトリッキーな能力が特徴で、どの部分に重きを置くかでデッキ全体の動きが大きく変化する。
ギアクロニクル
ダークゾーンの遺跡から発掘された謎の門「時空ゲート」から現れた軍勢。名前の通り、歯車を身につけたユニットが多く、時間や空間を超越する能力を持つ種族「ギアドラゴン」が大半を占め、「ギアロイド」や「ギアビースト」の他に「クロノジェット・ドラゴン」や「クロノ・ドラン」、「クロノファング・タイガー」等が属する十二支をモチーフとした種族「十二支刻獣」、あらゆる次元・時空・時代を問わず侵略するために創られた理想の兵器「機械仕掛けの神 デミウルゴス」等が存在している。
時間を超越するという設定から、「ガーディアンのコール制限（止める）」、「相手リアガードを山札の下に戻す（戻す）」、「自分のターンを追加で得る（進む）」、「さらに上のグレードの味方と入れ替わる（未来へ進む）」、「相手ユニットを低いグレードに入れ替える（過去に送る）」などといったトリッキーな能力の他、超越時に効果を発揮するユニットがいる。
メガラニカ
グランブルー
メガラニカ所属のゾンビやゴーストなどのアンデッドで構成された海賊団。
主に「ナイトミスト」を船長としている「七海覇王海賊団」を中心としているが、他にも「ピノ・ノワール」が船長の「麗血海賊団」、単独行動の「コキュートス」、若手でメンバー一のお騒がせ「ナイトローゼ」率いる「夜薔薇海賊団」といった海賊団が存在する。
ドロップゾーンの干渉を得意とし、ドロップゾーンからのスペリオルコールによるフィールドの安定化が可能。
バミューダ△（トライアングル）
メガラニカの深海で活動するマーメイドで構成されたアイドル集団で、所属者は全員女性。
「パシフィカ」や「リヴィエール」といったスター以外にも人気グループ「PRISM」や「Duo」「Chouchou」等が存在する。
リアガードを手札に戻す能力が特色で、リアガード登場時や戻した時に誘発する効果の組み合わせによって最大限の力を発揮する。
アクアフォース
メガラニカの伝説の海軍。魔力を持つ水から造られた生命体「アクアロイド」や海洋生物の水兵が所属し、エース級には「ティアードラゴン」が多いのが特徴。
解放戦争時に海軍中将（後に大将を名乗る）「蒼嵐竜 メイルストローム」が復活して「蒼嵐艦隊」を率いる。以後、「蒼波竜 テトラドライブ・ドラゴン」や「蒼翔竜 トランスコア・ドラゴン」などが次々と復活し、リンクジョーカーの侵略後は「サヴァス」と「ジノビオス」が中心となった新世代の海軍が誕生している他、「テトラドライブ・ドラゴン」と「アンガーボイル・ドラゴン」が特殊部隊「蒼波」を設立している。また、過去の災厄でクレイを脅かした罪でクランごと封印の原因をつくった初代元帥「ヴァレオス」もこのクラン所属である。
スタンドや複数リアガードの位置交換などによって同一ターン内での連撃を得意とし、その補助として攻撃の順番という手間やサポートが必要な代わりに、強力な効果を発揮するユニットが多い。
ズー
メガコロニー
ズーの何処かに秘密基地をもつと言われている虫がモチーフの犯罪結社。主に機械化昆虫怪人「マシニング」が所属する。リーダーは団員全ての母「百害女王 ダークフェイス・グレドーラ」。
相手の行動の妨害や、相手のレスト状態を参照する能力が持ち味。
グレートネイチャー
惑星クレイ最高の知能を持った、ズーに存在する動物を主とした総合大学。トップは「学園を統べる者 アプト」。主なメンバーに風紀委員実動部隊のリーダー「レオパルド」、大学教員の「シャノワール」が存在する。
ターン終了時に退却させる代わりに味方を強化する能力が特徴で、また退却によるデメリットを軽減、またはメリットにできる能力を誘発するユニットが多い。
ネオネクタール
ズーに拠点を置く植物や農作物、穀物やそれらの栽培に使う薬品の生産と流通を掌握し、全世界の食糧の40%以上を支配する超巨大商社で「銃士」や「花乙女」、「メイデン」と呼ばれる擬人化した植物が中心。また守護竜として伝わる「フォレストドラゴン」の「アルボロス･ドラゴン」も所属する。
山札からのスペリオルコールを得意とし、連鎖的な展開力と類似したユニット同士のサポート手段が豊富な傾向にある。
クレイエレメンタル
背景色は虹色。惑星クレイを構成する様々な要素にかかわる精霊達。そのため、「ハーモニクス・メサイア」と同様どの国家にも属していない。主に「エレメンタル」が大半を占めているが、太古の時代にクレイを滅亡の危機に至らしめた「破壊の竜神 ギーゼ（ネオンギーゼ）」、ジェネシスの「星域」を使うことで一時的に呼べる「星神」の「絶界巨神 ヴァルケリオン」もこれに含まれる。

### タイトル
上述のエトランジェと同様に他作品とコラボレーションしたクラン。エトランジェとは異なり、特定国家に属さないクラン（国家でもあるクラン）の一つとして扱われる。背景色はそれぞれの作品のイメージに合わせた独自の配色となっており、国旗の部分はロゴタイプとなっている。
刀剣乱舞
ブラウザゲーム『刀剣乱舞-ONLINE-』とのコラボカード。ゲーム内能力を再現した専用能力「真剣必殺」と「誉」による能力強化が特徴。
BanG Dream!
2020年に登場したブシロード出典のアニメ『BanG Dream!』とのコラボカード。ヴァンガードは主要メインキャラがモチーフのユニットになっており、原作のバンドメンバーやライブを再現したようなファイトが可能で「楽曲」というカードを使う。また、トリガーは関連のイメージシーンが中心。
モンスターストライク
2021年に登場したゲームアプリ『モンスターストライク』とのコラボカード。ヴァンガードは本ゲームに登場するモンスターがモチーフのユニットとなっている。
SHAMAN KING
漫画『SHAMAN KING』とのコラボカード。　ヴァンガードユニットのモチーフは原作に登場する登場人物で占めており、原作でのシャーマンファイトを再現したようなファイトが可能。
終末のワルキューレ
漫画『終末のワルキューレ』とのコラボカード。
ぶいすぽっ！
『ぶいすぽっ! Virtual eSports Project』とのコラボカード。
コロコロ
漫画雑誌『月刊コロコロコミック』とのコラボカード。ヴァンガードユニットのモチーフは本誌の連載作品に登場する登場人物で占めており、これとは別の国家にも同時に属している。
バディファイト
ブシロードのTCG『フューチャーカード バディファイト』とのコラボカード。
この他にも、上記とは別に『ホロライブ』（リリカルモナステリオ）や『甲虫王者ムシキング』（ストイケイア）等といった単発のコラボカードがブースターパック商品に収録されることもある。

## ルール用語
スタンドアップ
ゲーム開始時に選択した裏返し状態のグレード0ユニットのカードを表に返すこと。スタンドアップしたユニットはファーストヴァンガードとなる。
ライド
ヴァンガードゾーンに新しいユニットを重ねる（憑依する）こと。自分のターンに元のヴァンガードと同じか一つ上のグレードのユニットにライドできる。
クロスライド
ユニットの効果に指定されているグレード3ユニットがヴァンガードサークル、もしくはソウルにある状態でライドすること。基本的に指定されたユニットの強化形態で、条件を達成するとパワー上昇などのメリットが発動する。また二種類のクロスライドユニットを持つ指定ユニットも存在する。
コール
ヴァンガード以下のグレードを持つユニットを、手札からヴァンガード以外のサークルに出す（召喚する）こと。アタックされた時はガーディアンをコールできる。
スペリオルライド/スペリオルコール
カードの能力によって、条件を無視してライド/コールする事。
退却
フィールドに出ているユニットがドロップゾーンに置かれること。リアガード、またはガーディアンサークルに出したユニットのみに起こり得る。
リアガードを上書きでコールする場合はサークルにいるユニットを退却させ、コールの上書きやユニットの効果を伴わずに退却だけさせることはできない。
ソウル
ライドしているヴァンガードユニットの下に積まれているカードのこと。ライドした時、通常それまでライドしていたユニットは自動的にソウルとなるが、カードの能力によって山札の上から規定の枚数を置く『ソウルチャージ』などでも増やすことができる。
コスト
カード自体の使用時や「起動能力」を発揮する際に必要となる。後述する主要な物以外ではカードによって様々になっている。
カウンターブラスト
ダメージゾーンの表向きのカードを裏返す。指定されている場合は「エスペシャルカウンターブラスト」という。その後、効果で表に返す「カウンターチャージ」によって再利用が可能。
ソウルブラスト
ソウルからカードをドロップゾーンに置く。
カウンターチャージ
ダメージゾーンの裏向きのカードを表にする。
ソウルチャージ
山札の上からカードをソウルに置く。
エネルギーチャージ
指定プレイヤーのエネルギー値を増やす。
エネルギーブラスト
指定プレイヤーのエネルギー値を減らす。
レスト
行動済みのユニットの状態。カードを横向きにする。主にユニットがアタックやブーストを行うときにレストされる。
スタンド
未行動のユニットの状態。カードを縦向きにする。レストしているユニットは通常、そのプレイヤーのスタンドフェイズで全てスタンド（回復）される。
トリガーチェック
自分のヴァンガードで攻撃を宣言した時、またヴァンガードが攻撃を受けた時に自分の山札の一番上のカードを公開してトリガーゾーンに出し、トリガーの有無を確認すること。
ドライブチェック
バトルフェイズ時にヴァンガードでの攻撃を宣言し、相手のガーディアンのコールの有無を確認した後に行う。この際にトリガーゾーンに出したカードはトリガーの確認後、手札に加える。
ダメージチェック
ヴァンガードに攻撃が成功したとき、受けた側はダメージの分だけ公開する。この際にトリガーゾーンに出したカードはトリガーの確認後、ダメージゾーンに置く。
呪縛（ロック）
指定したユニットを裏返し、「呪縛カード」とする。その場合何も行動できなくなり、そのサークルも使えない。ターン終了時に「解呪（アンロック）」されて表に戻るが効果によって戻すことも可能。
リンクジョーカーの他、カード名に「Я（リバース）」を含むユニットが持ち、リンクジョーカーは相手を妨害し、「Я（リバース）」は自分の能力のコストとして味方を「呪縛」にする。
Ω呪縛（オメガロック）
相手のエンドフェイズ時の場合に限り、「解呪」を無効にする。ルール用語ではないがアニメで発言されたり、公式サイト等に記述が確認できる。当初は「星輝兵”Ω”グレンディオス」のみ有していた。
デリート
「根絶者（デリーター）」のみが使用可能。ヴァンガードを対象にして裏返し、パワーと効果を無効にする。それ以外のグレードやクランなどの情報はそのまま使える。
一気呵勢/一気爆勢
ダークステイツに属する一部のユニットのみが可能。ライドフェイズ開始時にプレイヤー自身が一気呵勢（一気爆勢）の状態にする。
世界
オーダーゾーンに置かれているセットオーダーが枚数によりいずれかの内容が有効になる。
黒夜（ダークナイト）、深淵黒夜（アビサルダークナイト）、真宵楽園（ストレイガーデン）の3つの名称が存在する。
魔合成
特定のユニットカードのスキルによって、オーダーカードのプレイを宣言した際、それのテキストに他のオーダーカードのテキストを加える。
着装
リアガードをヴァンガードサークルに置き、着装の状態にする効果。

### キーワード能力
特定の処理を行う能力を簡略表記する際に使用する能力のこと。スキルアイコンや特殊アイコンによって示されるものを除き、簡略化されたテキストがカッコ書きの注釈分で示されている。
ドライブ能力
ブースト
グレード0とグレード1のカードが持っている能力。後列のリアガードサークルにいる時、同縦列の前にいるユニットがアタックする際に同時にレストすることで、前ユニットにパワーを与えることができる。
インターセプト
グレード2のカードのみが持っている能力。アタックされた時に、リアガードサークルの前列にいればガーディアンにできる。そのユニット自身も攻撃対象に含まれる場合は使えない。
ツインドライブ!!
グレード3以上のカードが持っている能力。この能力を持つヴァンガードがアタックを宣言した場合、ドライブチェックを2回行う。
トリプルドライブ!!!
グレード4の一部のカード（Gユニット）が持っている能力。アタック宣言時にドライブチェックを3回行う。
守護者（センチネル）
条件を満たしてガーディアンサークルにコールすることで特殊なガードが行えるカード。デッキ内に合計4枚まで入れられる。
当初は「完全ガード」と通称されていたが「竜騎激突」より本正式総称が名付けられた。また、それに伴い以降の守護者カードは他のカードとシールド数値部分の形状が異なるようになった。
なお、正式名称が出る前は4枚制限は存在しなかった（現在は全てのシールド0ユニットが守護者として扱われる）。2018年以降はトリガーに混在されるものが登場している。
完全ガード
シールドの数値は0だが、主に手札から対象と同じクランのカードを1枚捨てることで攻撃を無効化できる。後にクラン指定がなくなったタイプ、追加の効果を持つタイプも登場している。2018年ではドロートリガーと同じ扱いやライド時に手札交換ができるタイプも登場した。
クインテットウォール
シールドの数値は0。カウンターブラスト〈1〉を払うことでデッキの上から5枚を公開し、その中の同じクランのカードをガーディアンサークルにコールできる。後にクラン指定がなくなったタイプ、追加の効果を持つタイプも登場している。
30000シールド
2020年発売の『The Next stage』以降のカードセットでリメイクされたクリティカルトリガーに収録。守護者扱いだが、通常15000のシールドが30000ありノーコストで防御できる。
先駆
同クランのユニットがこれを持つカードにライドした時、リアガードサークルにコールできる。元々ほとんどFVにデザインされたカードが持つ能力だが、明確に設定されたのは「竜騎激突」より。
盟主
場に自身と同じクランに所属していないユニットがいる際、アタックができなくなる能力。先駆、守護者同様「竜騎激突」で初登場した能力。以前にも類似した効果は存在したが、デメリット効果、規制対象がやや異なっている。
拘束
指定された行動（現在はアタックのみ）ができないことを示す能力のこと。特定のコストを支払うことで一時的に解除できるカードも存在する。
抵抗（レジスト）
対象を指定する退却効果や呪縛の対象に指定されない効果。
リミットブレイク
ダメージゾーンが4枚以上で解放される特殊能力。効果は様々だが、高い能力を発揮する。
アルティメットブレイク
リミットブレイクの亜種で、ダメージゾーンが5枚以上になると解放される特殊能力。リスクは高いが通常のリミットブレイク以上の効果を持つカードが多い。
ブレイクライド
リミットブレイクの亜種で、通常と異なりダメージゾーンが4枚以上の際、次にライドしたカードにライド前のカードの効果を与える。基本的にパワー＋10000と何らかの追加効果であることが多い。また、カードのほとんどがパワー11000の盟主持ちである。
シークメイト/D-シークメイト
シークメイトおよびD-シークメイトの能力を持つユニットがヴァンガードサークルにいるときに一度、ドロップゾーンのカードを4枚山札に戻し、山札から指定されたカードを探してヴァンガードの左隣に並べて置く（双闘〈レギオン〉する）能力。双闘したヴァンガードは攻撃時に2枚のユニットの合計の攻撃力で攻撃できるほか、双闘しているときに発動する能力もある。なお、この能力持ちのカードは基本的に下に使用可能を表すマークがついているが、グレード3のカードを指定カードとするカードにはこのマークがない。また、イラストが変更になった際に指定カードになったカードや双闘できるカードが複数存在するカードはつなぎ絵になっていなくても双闘は可能である。
煌求者(グリッター)
特定のユニットの存在を条件として能力が有効になるキーワード。この枠内の煌求者自身を除く全ての能力が、この能力により指定された能力であるものとし、前述の条件を満たさない場合、煌求者自身を除く枠内の能力は無効となる。
レガリスピース
デッキ構築およびカードの解決時に制限を加える。
この能力を持つカードを解決する際、このゲーム中に他のカードを解決していた場合は、そのカードのテキストを解決せず、単にそのカードをドロップゾーンに置く。
デッキに１枚のみ入れられる。
エースユニット
デッキに合計１枚のみ入れられるキーワード。
勇敢（ブレイブ）（ロイヤルパラディン）
自分の手札が3枚以下の場合に有効になる。
信託（オラクルシンクタンク）
自分の手札が5枚以上の場合に有効になる。
救援（レスキュー）（エンジェルフェザー）
ダメージゾーンから規定の枚数を回復し、その後同じ分のダメージをトリガーチェックを含めて受ける。
儀式（リチュアル）（シャドウパラディン）
自分のドロップゾーンに、グレード1のユニットが規定の枚数以上ある場合に有効。
結束（ユナイト）（ゴールドパラディン）
リアガードかガーディアンに2枚以上ユニットを出したターンに有効になる。
天啓（ジェネシス）
指定のサークルにユニットが登場した時に自分の山札の上を見てそのカードをソウルに置くことができ、その場合、自分のスタンドしたリアガード1枚をレストする。
「天獄神獣 フェンリル」がヴァンガードで「Gブレイク」を使った場合、自分のリアガードの「天啓能力」が「登場時、山札の上から2枚見て、1枚までソウルに置き、残りのカードを山札の上に好きな順番で置く。」に変更する。
竜炎（ブレイズ）（かげろう）
各ユニットのアタック開始時、リアガードの数が相手より多ければ「竜炎状態」になる。
残影（ザンエイ）（ぬばたま）
バインドされた相手のユニットが手札に戻った時に自分の手札が6枚以下であれば、このリアガードを手札に戻せる。
支配（ぬばたま）
指定の相手ユニットをスタンドして「支配状態」にし、そのユニットで他の相手ユニットにアタックできる。この時、自分でコストを支払えば能力が使え、ヴァンガードの場合は自分の山札でドライブチェックする。
暴喰（たちかぜ）
アタック時、自分の他のリアガードを任意に退却することでそのターン中「暴喰状態」にできる。
影縫（カゲヌイ）（むらくも）
指定の自分のユニットが相手のヴァンガードにアタックしたバトル終了時、そのアタックがヒットしていなければ効果が誘発する。
雷撃（なるかみ）
相手のバインドゾーンに規定の枚数以上カードがあれば有効になる。
闘魂（ラッシュ）（ノヴァグラップラー）
自分のカードの効果でスタンドした時に誘発する。
起爆（バースト）（ディメンジョンポリス）
特定のユニットのパワーが指定の数値以上であれば有効になる。バトルフェイズ以外でこの能力のユニットが「双闘」しているヴァンガードと組み合わせる場合、それぞれ元の数値となる。
突撃（チャージ!!）（スパイクブラザーズ）
カード効果でリアガードに登場した時「突撃状態」にでき、そうして参加したバトル終了時に山札の下に置く。
深闇（ダークネス）（ダークイレギュラーズ）
ライド以外でソウルにカードが置かれた時に有効になる。一度有効になったターン中に「深闇」のユニットを出しても有効になる。
奇術（マギア）（ペイルムーン）
条件達成時に「ソウルからリアガードに出す効果」と、「ターン終了時にそのユニットをリアガードからソウルに置く効果」の二つを含む。
時翔（タイムリープ）（ギアクロニクル）
条件達成時、自分のリアガード1枚をバインドし、それよりグレードが一つ高いユニットを山札からコールする。そのターン終了時、コールされたユニットを山札の下に置き、バインドしたユニットをコールする。
亡霊（ホロウ）（グランブルー）
リアガードに登場した時「亡霊状態」にし、ターン終了時に退却する。
♪♪（ハーモニー）（バミューダ△）
自分の他のユニットが同縦列に登場した時、その両方を「♪♪状態」にする。そのユニットが全ていなくなるか、ターン終了時まで効果は持続する。
旋律（メロディ）（バミューダ△）
「カラフル・パストラーレ（CP）」のメンバー専用能力。このアイコンを持つユニットは、自分の他の「旋律能力」を持つユニット全てと能力を共有する。
連波（ウェーブ）（アクアフォース）
各ターン、指定された回数のバトルで有効になる。
暗躍（メガコロニー）
同縦列に相手のスタンドしたユニットがいなければ有効になる。
達成（サクセス）（グレートネイチャー）
自分のいずれかのリアガードのパワーが、指定された数値以上になったターン中「達成状態」になる。
開花（ブルーム）（ネオネクタール）
自分の他の、指定されたユニットが登場した時に効果が誘発する。
一部には効果の目標として「5枚以上『同名』のユニットを選ぶ」というものがあるが、これは効果によって他のユニットを同名ユニットとして使える場合があるため。
オーバードレス（ドラゴンエンパイア）
リアガードにあるカードをノーマルコールするかわりに、指定ユニットの上に重ねて登場させることが可能。
クロスオーバードレス（ドラゴンエンパイア）
指定の条件を持つカードをドレス元として、別のカードを指定のリアガードサークルに置く。
ドレスブースト（ドラゴンエンパイア）
ブーストした時にプレイヤーの特定のカードが装備しているカードを参照する。
メイトユニット（ドラゴンエンパイア）
特定のユニットがヴァンガードであることを条件とする能力。
過充填（オーバーチャージ）（ドラゴンエンパイア）
ターン中、特定のユニットの能力で選ばれていることを条件に含む能力。
邪竜解放（ドラゴンエンパイア）
特定のユニットを邪竜解放状態にする能力。
リライト（ドラゴンエンパイア）
直接手札からユニットをライドする効果を持つ能力。
精神汚染（ドラゴンエンパイア）
特定ユニットを精神汚染状態にする効果を持つ能力。
ハッピー・トイズ（ダークステイツ）
特に効果を持たないが、ハッピー・トイズを持つカードであることを参照するカードが存在する。
レヴォルドレス（ケテルサンクチュアリ）
ユニットの攻撃後に手札のユニットをそれにスタンド状態でライドさせる。
ユニゾンドレス（ストイケイア）
特定のユニットに対して効果が適用されている状態にする。
白翼/黒翼（リリカルモナステリオ）
「アレスティエル」とそれに関する一部のカードのみが可能。バインドゾーンにある全てカードのグレードが、奇数であれば「白翼」、偶数であれば「黒翼」といずれかの能力が有効となる。
バインドゾーンにカードが無い場合はどちらも有効条件を満たさない。
全力（パワフル）（リリカルモナステリオ）
プレイヤーのソウルが0枚ならという条件を持つ一連の能力。
フレンド（リリカルモナステリオ）
このユニットと同じ縦列にプレイヤーの他のユニットがいるなら、そのユニットとこのユニットは友達状態となる。
砲弾（リリカルモナステリオ）
ヴァンガードに対するアタックを行うことを条件とする。
ドレスアップ（リリカルモナステリオ）
ゲーム中、特定の指定カードと同名としても扱う。
真剣必殺（刀剣乱舞）
自分のダメージが3枚以上で有効になり、また3枚以上である限り永続化する。
誉（刀剣乱舞）
各ターン全体で一度、条件達成時にコストを支払うことで有効となる。
二刀開眼（刀剣乱舞）
種族が「刀剣男子-打刀-」または「刀剣男子-脇差-」のユニットが持ち、それぞれ「刀剣男子-脇差-」のブーストを受けた時、あるいは「刀剣男子-打刀-」をブーストした場合に誘発する。
Ｏ・Ｓ(オーバーソウル)（SHAMAN KING）
一部のグレード3のカードが持つ特殊能力。特定のカードをソウルに置くことで、そのスキルが発動し、ターン中にその効果を得る。
神器錬成(ヴェルンド)（終末のワルキューレ）
特定のユニットを装備オーダーとしてプレイし、他のユニットに装備させる能力。
〈コロコロ〉関連
でんぢゃらすスキル
「じーさん」の名を含む自身のヴァンガードの能力で山札からバインドされた時を条件とする。
リトライ
このカードはリトライできるを意味し、特定のカードの効果でリトライさせることが可能な能力。
開眼（バージョンアップ）
ターン中、自身がペルソナライドしている時か、自身のダメージが４枚以上なら有効になる能力。
契約（ディール）
特定のユニットを契約状態にする効果を持つキーワード。
デカ杉っ！
あるユニットに対してデカ杉っ！状態になるという効果が適用されている状態にする。
爆裂成長期（そだちざかり）
特別な方法でのコールを認める永続能力。

### 領域
カードをプレイする箇所のこと。公開領域と非公開領域に分類される。
フィールド
カードを配置する場所。一人あたり役割に合わせた7箇所のサークルと幾つかのゾーンで構成される。
ヴァンガードサークル（V）
中央前列。プレイヤーの分身となるヴァンガードを置く。
リアガードサークル（R）
前後列左右・中央後列。ヴァンガードと共に戦うリアガードを置く。
ステージ
2020年リメイクの「ハリー」が可能。追加されたリアガードサークル（アクセルサークル）を選択して「ステージ」とし、ファイト中追加される度に「ステージ」にアクセル・マーカーを移動させる。使えるアクセルサークルは1箇所になるがパワー増加は重複する。
ガーディアンサークル（G）
最前列。相手の攻撃に対し防御（ガード）できるガーディアンを置く。
山札
自らのデッキ（50枚の構成で、同名カードは4枚まで入れられる）をシャッフルし積み重ねたもの。
ダメージゾーンにカードが6枚なくても、山札が無くなった時点で負けになる。
手札
手に保持する、使う準備ができたカード。最初に5枚引いた時に限り、一度だけ引き直しが可能。当初から引き直しの場合は引き直す手札の枚数分を山札の上に戻してシャッフルしていたが、2018年のルール改正で引き直す手札の枚数分を山札の下に戻して引き直した後にシャッフルするように変更された。
トリガーゾーン
ヴァンガードの攻撃時やダメージを受けた時に山札の上からカードを公開し、トリガーの有無を確認する場所。
ダメージゾーン
ヴァンガードがダメージを受けた時、トリガーチェック後のカードを置く。一部のカード能力で利用する事がある。
ドロップゾーン
手札やソウルから捨てられたカード、フィールドから退却したユニットが置かれる。一部のカード能力で利用する事がある。
バインドゾーン
バインドという一時的に使えない状態のカードを置く。表向き、裏向きに置く効果が確認されており、指定されていない場合は表で置くのが基本。
G（ジェネレーション）ゾーン
山札とは別にGユニットと呼ばれるユニットカードを置く。Gユニット登場当初は8枚だったが、現在では16枚まで置くことができる。
ゲージゾーン
ゲーム中、ゲージとして置くという指示があったカードを置く。自身のゲージゾーンのカードの順番は、関連しているカードとの対応が明確である限り、順番を自由に変更することが可能。
武装ゲージ（たちかぜ）
規定の場所から裏向きでユニットの下にカードを置き、効果の目印にする。
神装ゲージ（ジェネシス）
カード名に「アルテミス」や「神器」を含む一部のユニットのみ可能。ソウルからリアガードの下にカードを裏向きで置き、効果の目印にする。
時刻印ゲージ（ダークステイツ）
「因果歪曲・断罪」のオーダー能力の効果で、自分のドロップから表でカードを置き、効果の目印にする。
自己改修ゲージ（ブラントゲート）
自分のドロップからか、上から表でカードを置き、効果の目印にする。
オーダーゾーン
セットオーダーと呼ばれるオーダーカードを置く。オーダーゾーンに置かれるカードは、向きと表示面を表わす状態を持つ。
クレストゾーン
ゲーム中の能力により作成された「クレスト」を置く。
カードの効果により情報は修正されることがあり、カードの持つ能力以外の情報は同一のものを持っていても無視される。

### Gユニット関連用語
超越（ストライド）
GゾーンからGユニットをヴァンガードサークルに置き、元々置かれていたカードをハーツ化する行為。そのなかでも超越スキルに記載された方法に従って行うものは「ノーマル超越」と呼称され、ストライドステップ中に1度だけ行える。
超越（ストライド）スキル
ストライドステップ中、双方のヴァンガードがグレード3以上のユニットか、自分のターンの開始時にヴァンガードがグレード3以上のユニットなら、手札からグレードの合計が3以上になるようにカードを捨てることで、ノーマル超越できることを示すキーワード能力。
究極超越（アルティメット・ストライド）スキル
種族が「ゼロスドラゴン」のGユニット、および「ネオンギーゼ」のみが持つ特殊な超越スキル。ストライドステップ中、Gゾーンに表のカードが3枚以上で、超越するカードとヴァンガードの国家が一致しているなら、ヴァンガードと同名のカード1枚を捨てることでノーマル超越できることを示す。さらにこの能力を持つカードがGゾーン以外のフィールドからGゾーンに戻った場合、Gゾーンのカードはすべて除外される。
ハーツカード
Gユニットの下に重ねられているカードのことで、Gユニットはハーツカードの名前とパワーが自身に加えられた状態となる。
Gガーディアン
相手のユニットがアタックしているバトルのステップ中、Gゾーンに表のGガーディアンが3枚以下で、双方のヴァンガードがグレード3以上のユニットなら、手札の「ヒールトリガー」を捨てることで、Gゾーンからガーディアンサークルにコールできることを示すキーワード能力。この能力を持つカードはいずれもシールド15000に加え、固有の永続能力または自動能力を持っている。この能力を持つカードはGゾーンに何枚でも入れられるが、Gゾーンに表の状態で4枚以上置かれていると使用不可能になる。
Gアシスト
自分のヴァンガードがグレード3以上ではないドローフェイズでカードを引いた後、手札に次のグレードのカードが無ければ相手に手札を公開、手札とGゾーンのカードを2枚ずつ除外して山札の上から5枚確認し、ヴァンガードの一つ高いグレードのカードがあれば1枚を手札に加えることができる。有無に関係なく確認したカードは山札に戻してシャッフルし、ライドフェイズに進む。
2018年以降ではGゾーンがなくても手札2枚を除外することで可能になった。
ジェネレーションブレイク
発動の条件がダメージゾーンの枚数から表向きのGユニット枚数に変更されたリミットブレイクのような能力。ただし、グレード3以上のみのリミットブレイクと違い全グレードにあるほか、ヴァンガードサークル以外で発動する能力もある。

### イマジナリーギフト
2018年の新ルールに沿って導入されたシステム。イマジナリーギフトアイコンを所持したグレード3のユニットがライドした時にその種類に応じたイマジナリーギフトを獲得、それぞれの恩恵が受けられる。下記の3種類のクランタイプに分けられ、再ライドによっては重ね掛けが可能。2019年度からは新型の「イマジナリーギフトⅡ」が登場し、さらに同時期には「星域」が加わった。
イマジナリーギフトアイコンを持つグレード3のユニットにライドした時、それぞれのクランタイプと同名のイマジナリーギフトが得られる。「イマジナリーギフトⅡ」の場合、一度目に効果を選んで獲得し、二度目以降は先と同じ効果を得る。
構築区分が国家体制へ移行した2021年度以降のカードでは、このシステムは廃止されている。
アクセル
イマジナリーギフト「アクセル」は、前列リアガードサークルの外側に追加のリアガードサークル（通称：アクセルサークル）を作成し、ギフトマーカーはその代用として使用する。1回目に獲得した場合は左側に作成し、2回目は右側、それ以降は追加されたサークルの左右に交互に置いていく。
高パワーによる速攻やユニットのスタンドによる連撃タイプのクランである、ゴールドパラディン、たちかぜ、むらくも、なるかみ、ノヴァグラップラー、ペイルムーン、アクアフォース、グレートネイチャーが該当しており、唯一速攻向きな「フロントトリガー」が入手できる特権やデメリットなしにヴァンガードがスタンドできるクランがある。
アクセルⅠ
アクセルサークルのリアガードのパワーを自ターン中＋10000する。
アクセルⅡ
アクセルサークル作成時に1枚カードを引き、サークル内のユニットのパワーを自ターン中＋5000する。
フォース
イマジナリーギフト「フォース」は、ヴァンガードサークルかリアガードサークルを一つ指定し、サークル内のユニットを強化する。ギフトマーカーは各サークルに適用された「フォース」の数を示す目印として使用する。
攻守共に相性の良い、ロイヤルパラディン、シャドウパラディン、ジェネシス、かげろう、ディメンジョンポリス、リンクジョーカー、スパイクブラザーズ、ギアクロニクル、バミューダ△、ネオネクタール、BanG Dream!と該当クランがタイプの中で最多。また、唯一グレード3の基礎パワーが13000 なので扱いやすいのが強み。それ以外に、唯一グレード4にライドできるクランが存在する。
フォースⅠ
サークル内のユニットのパワーを自ターン中＋10000する。同サークルに追加すると効果は重複する。
フォースⅡ
サークル内のユニットの元のクリティカルを2にする。同サークルに追加できるが、効果は重複しない。
星域マーカー
2019年登場の新イマジナリーギフト。ヴァンガードの種族が「星詠」で、ヴァンガードサークルに「フォース・マーカー」が規定の枚数以上ある時、中央後列に作成できる。「星域」にはグレードに関係なく種族が「星神」のユニットのみをコールでき、そこに置かれたユニットはターン終了時に山札の下に置くが後列からの攻撃とドライブチェックが可能で、このドライブチェックで出たカードはソウルに置く。
プロテクト
イマジナリーギフト「プロテクト」はギフトマーカーの使い方が異なる。
防御能力の高い、オラクルシンクタンク、エンジェルフェザー、ぬばたま、ダークイレギュラーズ、グランブルー、メガコロニーが該当する。通常パワーが低いユニットの中、逆にシールド値が高いゆえ基本的に終盤で逆転する長期戦向けのカードが多い。
プロテクトⅠ
ギフトマーカーを疑似カードとして手札に加え、完全ガードの「守護者」扱いで使えるようになる。効果やコストで手札からフィールド外の領域に置くこともできるが、手札かガーディアンサークル以外の領域に置かれた後はルール処理によって消滅する。
プロテクトⅡ
ギフトマーカーで指定したリアガードサークルのユニットを自ターン中のパワー＋5000、インターセプト時のシールド＋10000する。同サークルに追加すると効果は重複する。

### オーダーカード関連
楽曲
「BanG Dream!」専用のオーダーカード。各バンドの曲名が名称になっており、通常のカードと違って横向きのイラストになっている。プレイ後に中央後列に置かれ、ターン終了時にドロップゾーンに置く。
収容
オーダーゾーンにある「監獄」のセットオーダーに相手のカードを収容状態にする。
スカウト
オーダーゾーンにある「基地」のセットオーダーにあるカードをスカウト状態にする。
稼働
オーダーゾーンにある「プロダクト」のセットオーダーにあるカードを稼働させる処理があった場合、その処理によってそのカードを稼働させた事象とそのカードが稼働した事象が発生する。
ガチャリドラ
「モンスターストライク」専用のオーダーカード。オーダーゾーンにこのカードをレストし、山札の上から1枚をモンスターBOXに表向きに置くことで、1ターンに1回ガチャを引くことが可能。

### その他
パラライズ
メガコロニー特有のスタンド封じの通称。相手ターン開始時、リアガードのスタンドを無効にする。ルール用語ではないがアニメで発言されたり、公式サイト等に記述が確認できる。
抽選
2018年にリメイクされた「学園の狩人 レオパルド」を始めとする一部のグレートネイチャーのユニットが可能。条件達成時、山札の上からドロップゾーンに置いたユニットの種類によって違う効果を発動する。パラライズと同様、ルール用語ではないがアニメで発言されたり、公式サイトに記述が確認できる。
制限アイコン
自分の他のカードを含めてファイト中合計1回だけ使用できるアイコン。
「ターン1回」・「ファイト1回」・「ディヴァインスキル」・「ユニークスキル」の4つが存在する。

## ターンの流れ
ドロー以降のフェイズは任意。
スタンドフェイズ
レスト状態の自分のユニットを全てスタンド状態にする。
ドローフェイズ
山札から1枚引いて手札に加える。
ライドフェイズ
その時点でヴァンガードよりも一つ上か同じグレードのユニットを手札から1枚選び、その上に重ねる。
通常は1ターン中に一度のみだが、メインフェイズなどで行えるスペリオルライドは例外。
メインフェイズ
主に以下の行動ができる。
- リアガードサークルへのノーマルコール
ヴァンガードのグレード以下のユニットを手札からリアガードサークルに出す。1ターン中に出す枚数や、出すサークルの場所に制限はない。
例外として山札やソウルから出すことができるスペリオルコールがある。
- 移動・位置交換
前後にのみ、リアガードを移動させたり、位置を交換することができる。左右には動かせないため、ヴァンガードや呪縛カードと同縦列にいるリアガードは移動および位置交換できない。
- 起動能力の使用
ユニット1体につき何度でも「起動能力」を使える。

バトルフェイズ
この時の解決は以下の順番となる。
- アタック宣言
攻撃を行う側の権利。先攻の第1ターンは無効。前列のサークルにいるスタンド状態のヴァンガード、リアガードを1体レストさせ、相手の前列にいるユニットを1体対象にして宣言する。
- ガーディアンサークルへのノーマルコール
攻撃を受ける側の権利。枚数の制限は無く、出した全てのユニットのシールド値を攻撃対象のユニットに加算する。
従来ではヴァンガードのグレードより高いユニットは出せなかったが、現在では関係なく使えるようになった。
- ドライブチェック
通常はグレード0〜2のヴァンガードが攻撃する時は一回に1枚、グレード3、4のツインドライブ!!時は2枚、Gユニットのトリプルドライブ!!!時は3枚を山札の一番上から公開し、「トリガーユニット」が出れば効果を使える。その後、出たカードは全て手札に加える。
- バトル結果の参照
アタック宣言をしたユニットのパワーが、対象とした相手ユニットのパワー以上ならばアタック成功。
この時、ヴァンガードならば受けた側はフィールドを離れず、「ダメージチェック」として山札の上から受けたクリティカルと同じ分のカードをトリガーゾーンに公開し、「トリガーユニット」が出れば効果を使える。その後、ダメージゾーンに表側で横向きに置く。
リアガードならば退却させるが、リアガード同士のバトル時はパワーが高い方が残り、同数の場合は相討ちとはならず攻撃側だけが残る。
- バトル終了
ガーディアンとして使ったユニットを退却させる。
「バトル中」「クローズステップ終了時まで」という期限付きの能力が消滅する。

エンドフェイズ
ターン終了を宣言して相手にターンを渡す。

## ファイターズルール
公式戦・公認イベントにおいて指定されたカードの使用枚数やそれぞれ使用可能なカードの制限を設定するルール。新シリーズ移行ごとにカードのデザインも変更される故、その新シリーズから始めるファイターが大会参加しやすくする為に、現在ではブシロード内に所在する「カードファイト!! ヴァンガード カードゲーム事務局」がルールの解釈や管理を行っている。
現行のレギュレーション
スタンダード（2021年4月1日以降）
2021年4月1日より施行。
2021年3月以降に追加・配布された日本語版のカードで左下に[D]アイコンがあるデザインのカードで構築したデッキのみが使用可能。なお、ライドデッキとして使用するカードはユニットカード計4枚とライドデッキクレスト1枚で計5枚（特殊なカードの場合は6枚以降）まで構築し、メインデッキとは別の柄のスリーブを使用する。
超越に関する一部のカードは、カードの能力などで許可されている場合に限って使用することが可能。
Vスタンダード
2021年4月1日より施行（正確には2018年の旧スタンダード（後述）から変更）。
2018年5月以降に発売・配布された日本語版のカードで左下に[V]アイコンがあるデザインのカードで構築したデッキのみが使用可能。
Pスタンダード（プレミアムスタンダード）
今までに発売・配布されたすべての日本語版のカードを使うことができる。
[D]アイコンを持つカードは、その国家に対応するクランに属するカードとして使用が可能となる。
過去に適用されていたレギュレーション
Gレギュレーション
2015年3月より施行され、2018年5月まで用いられたルール。2014年11月21日（覚醒の時空竜及び明星の聖剣士2セットの発売日）以降に使用可能、もしくは再録されたカード（国家アイコン有り）で構築したデッキのみが使用可能。
Gスタンダード
2018年5月1日から同9月30日まで期間限定で施行されていたレギュレーション。
「歌姫の祝祭」までの2018年4月以前のデザインのカードで構築したデッキのみ使用可能であり、2018年5月以降に発売・配布されたカードは使用不可能。
スタンダード（2018年5月〜2021年3月）
2018年5月1日より施行され、2021年3月31日まで用いられたルール。
2018年5月以降に発売・配布された日本語版のカードで左下に[V]アイコンがあるデザインのカードで構築したデッキのみが使用可能。
2021年4月1日のレギュレーション再編に伴い、上述のVスタンダードへ引き継がれた。
デッキの構築条件
国家ファイト（スタンダードのみ）・クランファイト
国家、またはクランを１つ選び、その国家（クラン）を含むカードだけで単一デッキを構築する。
エクストリームファイト
複数のクラン・国家を混ぜてデッキを組むことができる。
特殊構築条件
公式大会においては、原則として国家・クランを1つ選んだデッキ、メディアミックスでの新シリーズ移行後に発売・配布されたカードで構築したデッキのみしか使用することができないが、各種のレギュレーションでは1つの国家（クラン）のデッキに別のクランに属するカードも入れることができたり、レギュレーション刷新以前に追加されたカードを入れたりすることができる特殊な構築条件が存在する。
ロイヤルパラディン（Pスタンダード）
「マジェスティ・ロードブラスター」の能力上、ロイヤルパラディンを選択したファイターは「ブラスター・ダーク」のカードをデッキに4枚まで入れることができる。
リンクジョーカー（Vスタンダード・Pスタンダード）
「星輝兵 “Ω” グレンディオス」等の能力上、カード名に「Я」の文字を含む、リンクジョーカーに属していないカードもデッキに入れることができる。なお、カード名に「Я」の文字を含む異なるクランに属するカードは、元々のテキストとアイコンを失う（スキルアイコンやギフトアイコンやトリガーアイコンを失う）。
ネオンギーゼ/破壊の竜神 ギーゼ（Pスタンダード）
「ネオンギーゼ」をメインデッキに入れている場合、使用しているクランに関係なく「ゼロスドラゴン」をGデッキに入れることができる。
超越に関するカード（スタンダード）
スタンダードレギュレーションでは、[D]アイコンが無い超越に関する特定のカード（旧デザイン）を例外なく使用することができ、それらは[D]アイコン入りデザインのカードと同様の能力を持つカードとして扱うことが可能となる。また、ライドデッキにグレード0〜3の特定のユニットカードを含んでいるファイターは、特定のGユニットを用いてGデッキを用意することができる。

## レアリティ
カードの入手難度を示すもの。カードのレアリティは以下のように容易な方から順番が設定されており、希少価値の高いものは箔押し・光沢などの様々な加工が施されている。

### 通常ラインナップに収録されているもの
| レア度              | 特徴 |
| ------------------- | --- |
| C（コモン）         | レアリティの中で最も希少度が低い。 特殊な加工はされておらず、ブースターパックなど7枚入りパックで最も手に入りやすいカードである。 |
| R（レア）           | カード全体に輝くフォイル加工がされている。                                                                                       |
| RR（ダブルレア）    | 上記と同様、カード全体に輝くフォイル加工が成されている。                                                                         |
| RRR（トリプルレア） | RRとRを合わせたようなフォイル加工が成されている。ブースターパック毎にフォイル加工が異なっている。                                |

### 過去にリリースされたもの
| レア度                     | 特徴 |
| -------------------------- | --- |
| ZR（ゼットレア）           | 究極超越スキルを持つカード（「ゼロスドラゴン」及び「ギーゼ」）のみに存在する特殊な希少度。SGRやRLR等（後述）のような色付きのフォイル加工が施された光り方となっている。 SP以上に封入率が極めて低いレアリティ。 |
| GR（ジェネレーションレア） | SPと類似した箔押し加工が成されている。このレアリティのカードは、超越スキルを持つＧユニットが大半を占めている。                                                                                                |
| VR（ヴァンガードレア）     | 上記のGRと同様に、SPと類似した加工が成されている。グレード3以上のノーマルユニットが大半を占めている。 |

### その他の特殊なレアリティ
| レア度                              | 特徴 |
| ----------------------------------- | --- |
| SP（スペシャル）                    | 最高の希少度。カードに特殊なフォイル加工がされている。 「竜魂乱舞」から「覇道竜星」まではフォイル加工だけではなくフレーバーテキストも通常と異なる仕様が存在していた。                                                                            |
| ЯЯЯ（トリプルリバースレア）         | 「無限転生」収録の「星輝兵 “Ω” グレンディオス」のみに存在。SP以上に封入率が極めて低いレアリティ。 |
| LR（レギオンレア）                  | 「レギオンレア ダブルゲットキャンペーン」実施商品にのみ採用。 カードに金色の枠の加工が施された光り方となっている。 |
| SCR（シークレットレア）             | カードには箔押し加工がされた光り方となっており、フレームレス仕様。 封入形態はパック商品ごとに異なる。 |
| SGR（スーパージェネレーションレア） | 元々のレアリティがGRであるカードのみに存在。 他の特殊レアリティとは異なり、コレクションIDはGRと共用となっている。 「SCR」のような色付きのフォイル加工が施された光り方となっている。                                                              |
| WSP（ウェディングスペシャルレア）   | 「祝福の歌姫」にのみ採用。 英名と専用のフレーバーテキストのフォイル加工が施されている。 |
| Re（リイシュー）                    | 特別再録カードにのみ採用されているレアリティ。 本レアリティの初出は「天舞竜神」であるが、収録形態自体は「祝福の歌姫」から存在している（ただし、レアリティは無い）。 カードの多くは、いずれも最低でも発売から約１年以上経ったカードが殆どである。 |
| RLR（ラミーラビリンスレア）         | 「月夜のラミーラビリンス」及び「蝶魔月影」で採用。 テレビアニメでラミーラビリンス（ルーナ、アム）を演じた声優のサインにSGRと同じ金色の文字のフォイル加工を施された光り方となっている。                                                           |
| SVR（スーパーヴァンガードレア）     | 元々のレアリティがVRであるカードのみに存在。 「SGR」と同じ金色の文字のフォイル加工とカードの背景に色付きのフォイル加工が施された光り方となっている。                                                                                             |
| OR（オリジンレア）                  | SPと似たフォイル加工を施された光り方にフレームレス仕様となっており、ユニットカードのイラストは、以前のシリーズで初登場した際のイラストが採用されている。                                                                                         |
| ILR（イメージライドレア）           | アニメや漫画シリーズの演出上で見られる、登場人物がそのユニットにライド（憑依）した際のカードイラストとなっている。 |
| URR（ウルトラレアレア）             | 「ULTRARARE MIRACLE COLLECTION」にのみ採用。 テレビアニメでウルトラレア（スイコ、コーリン、レッカ）を演じた声優 のサインが箔押しされている。 |
| LIR（レジェンドアイドルレア）       | バミューダ△関連の商品（「Primary Melody」〜「Twinkle Melody」）にのみ採用。 |
| SSP（スーパースペシャル）           | 「Primary Melody」及び「終末のワルキューレ」で採用。 「Primary Melody」に収録されている物はアニメキャストのサイン入りが、「終末のワルキューレ」に収録されている物はキャラクターの名前が豪華に箔押しされた光り方となっている。                    |
| XVR（クロスヴァンガードレア）       | VRのデザイン違いにキャラクターイメージのフォイル加工が施された光り方となっている。 |
| SSR（スーパースペシャルレア）       | 「神羅創星」以降のパックでいくつか採用されており、SGRやSVR等と同じフォイル加工が施された物やフレームレス仕様の物、声優のサインが箔押しされた物が存在している。                                                                                   |
| IGR（イメージギフトレア）           | イマジナリーギフトカードに登場人物のイメージカラーとした仕様となっている。 |
| ASR（アナザーシークレットレア）     | SGRやSVR等に似た色付きのフォイル加工とサイン（「虚幻竜刻」のみ）が箔押しされた光り方となっている。 ユニットカードは、新規イラストの物と以前のシリーズで初登場した際のイラストが採用されている物がある。                                          |
| OCR（オリジンコスチュームレア）     | 「Twinkle Melody」にのみ採用。 |
| H（ホロ）                           | 「五大世紀の黎明」〜「群雄凱旋」で採用。 R以下に位置するカードにRRのようなフォイル加工がされている。 |
| DSR（ドレスシークレットレア）       | 「五大世紀の黎明」以降の一部を除いたブースターパックで採用。 カード名が金色となっており、特別な書き下ろしイラストが使用されている。 |
| ORR（オーバーダブルレア）           | オーバートリガーアイコンを持つトリガーユニットのみに存在。 基本的な加工はRRと同じであり、1BOXからいずれか１枚入っている。 |
| TRR（刀剣乱舞レア）                 | 「刀剣乱舞-ONLINE- 2021」にのみ採用。 原作をイメージした和風フレーム加工を施された光り方となっている。 |
| MSR（モンストレア）                 | 「モンスターストライク」にのみ採用。 モンスト限定フレームを施された仕様となっている。更にMSS極は描き下ろしイラストが使用されている。 |
| MSS極（モンストレアキワミ）         | 「モンスターストライク」にのみ採用。 モンスト限定フレームを施された仕様となっている。更にMSS極は描き下ろしイラストが使用されている。 |
| LSR（リリカルシークレットレア）     | 「リリカル」と冠するカードセットにのみ採用。 ライドラインのグレード３にライブ衣装イラスト仕様となっていて、カード名はピンク色になっている。 |
| LSP（リリカルスペシャル）           | 基本的な仕様はLSRと同じ。 |
| VSR（ヴァンガードシークレットレア） | 「Vスペシャルシリーズ」にのみ採用。 ASRに似た色付きの箔押し加工が施された光り方となっている。 |
| SKR（SHAMAN KINGレア）              | 「SHAMAN KING」にのみ採用。 イラストが大きく見えるフレームレスバージョンとなっていて、カード名は橙色になっている。 |
| 10thRRR                             | 10周年記念の金色アイコンがカードの右上に掘られており、その他はRRRと同じ。このレアリティのカードは全て「邂逅カード」で統一されている。 |
| 10thSP                              | |
| RGR（ラグナロクレア）               | 「終末のワルキューレ」にのみ採用。 イラストが大きく見えるフレームレスバージョンにカード名は金色になっていて、その他はSKRと同じ。 |
| FFR（ダブルフレームレア）           | 「鳳竜焔舞」より導入。フレームは国家毎に異なるデザインとなっており、この内「FFR」は箔押し仕様となっている。 |
| FR（フレームレア）                  | 「鳳竜焔舞」より導入。フレームは国家毎に異なるデザインとなっており、この内「FFR」は箔押し仕様となっている。 |
| SNR（シリアルナンバーレア）         | カードには箔押し加工がとシリアルNo.が入っており、フレームレス仕様。 |

## カードセット一覧
カードの左下には「略号2文字+数字2桁/収録番号（XX00/000）」（「G」以降は「単語1〜2文字-略号2文字+数字3桁/収録番号（X-XX00/000）」）の書式でカードナンバーが記されている。以下の書式はシリーズ毎の商品のナンバーを示す。
| カードファイト‼︎ヴァンガード （2011年 - 2014年） | カードファイト‼︎ヴァンガードG （2014年 - 2018年） | カードファイト‼︎ヴァンガード（2018年版） （2018年 - 2021年） | カードファイト‼︎ヴァンガード（2021年版） （2021年 - 2023年） | カードファイト‼︎ヴァンガード（2024年版） （2024年 - ） |
| ----------------------------------------------- | ------------------------------------------------ | ----------------------------------------------------------- | ----------------------------------------------------------- | ----------------------------------------------------- |
| VG-XX00                                         | VG-G-XX00                                        | VG-V-XX00                                                   | VG-D-XX00                                                   | VG-DZ-XX00                                            |

また、実際の商品がアニメや漫画などのメディアミックス（後述）に登場する場合もある。

### 構築済みデッキ

#### トライアルデッキ
50枚以上の構築済みデッキとして販売される商品。トライアル専用カードと、プレイブック、ファーストガイド、プレイマットを同梱。また、「覚醒の時空竜」から「再誕の救世竜」にはGユニットが、「先導アイチ」から「Ahsha」にはギフトマーカーが3枚（「新田新右衛門」のみ5枚）が同梱されている。
| デッキナンバー | デッキ名                                   | 発売日         | 収録クラン/国家      | 備考                                                           |
| 2011年- 2014年 | 2011年- 2014年                             | 2011年- 2014年 | 2011年- 2014年       | 2011年- 2014年                                                 |
| -------------- | ------------------------------------------ | -------------- | -------------------- | -------------------------------------------------------------- |
| VG-TD01        | 聖域の光剣士（ブラスター・ブレード）       | 2011年2月26日  | ロイヤルパラディン   | 初回版にはヴァイスシュヴァルツのプロモーションカードが同梱。   |
| VG-TD02        | 帝国の暴竜（ドラゴニック・オーバーロード） | 2011年2月26日  | かげろう             | 初回版にはヴァイスシュヴァルツのプロモーションカードが同梱。   |
| VG-TD03        | 黄金の機兵                                 | 2011年7月16日  | ノヴァグラップラー   | 初回版には『ヴァンガードモバイル』で使用できるQRコードが同梱。 |
| VG-TD04        | 桜花の姫巫女                               | 2011年7月16日  | オラクルシンクタンク | 初回版には『ヴァンガードモバイル』で使用できるQRコードが同梱。 |
| VG-TD05        | 銀狼の爪撃                                 | 2012年4月21日  | ゴールドパラディン   |                                                                |
| VG-TD06        | 雷竜の鳴動                                 | 2012年4月21日  | なるかみ             |                                                                |
| VG-TD07        | 海皇の末裔                                 | 2012年8月11日  | アクアフォース       |                                                                |
| VG-TD08        | 聖域の解放者（リベレイター）               | 2013年1月26日  | ゴールドパラディン   |                                                                |
| VG-TD09        | 帝国の抹消者（イレイザー）                 | 2013年1月26日  | なるかみ             |                                                                |
| VG-TD10        | 奈落の撃退者（リベンジャー）               | 2013年6月22日  | シャドウパラディン   |                                                                |
| VG-TD11        | 侵略の星輝兵（スターベイダー）             | 2013年6月22日  | リンクジョーカー     |                                                                |
| VG-TD12        | 超次元の勇者                               | 2013年8月9日   | ディメンジョンポリス |                                                                |
| VG-TD13        | 神器の伝承者                               | 2013年10月25日 | ジェネシス           |                                                                |
| VG-TD14        | 希望の探索者（シーカー）                   | 2014年4月18日  | ロイヤルパラディン   |                                                                |
| VG-TD15        | 友情の喧嘩屋（ブロウラー）                 | 2014年4月18日  | なるかみ             |                                                                |
| VG-TD16        | 聖裁の青き炎                               | 2014年7月11日  | ゴールドパラディン   |                                                                |
| VG-TD17        | 決意の呪縛竜                               | 2014年7月11日  | リンクジョーカー     |                                                                |
| 2014年-2018年  |                                            |                |                      |                                                                |
| VG-G-TD01      | 覚醒の時空竜                               | 2014年11月21日 | ギアクロニクル       | 初回限定「時空超越」が同梱。                                   |
| VG-G-TD02      | 明星の聖剣士                               | 2014年11月21日 | ロイヤルパラディン   | 初回限定「時空超越」が同梱。                                   |
| VG-G-TD03      | 純真の花乙女                               | 2015年1月22日  | ネオネクタール       |                                                                |
| VG-G-TD04      | 海神の蒼騎兵                               | 2015年1月22日  | アクアフォース       |                                                                |
| VG-G-TD05      | 宿星の救世竜（メサイア）                   | 2015年5月29日  | リンクジョーカー     |                                                                |
| VG-G-TD06      | 鳴導の時幻竜                               | 2015年11月13日 | ギアクロニクル       |                                                                |
| VG-G-TD07      | 弧月の奇術師                               | 2015年11月13日 | ペイルムーン         |                                                                |
| VG-G-TD08      | 冥刻の吸血姫                               | 2016年2月19日  | グランブルー         |                                                                |
| VG-G-TD09      | 真生の十二支刻獣                           | 2016年9月30日  | ギアクロニクル       |                                                                |
| VG-G-TD10      | 竜魔道の儀式                               | 2016年11月11日 | シャドウパラディン   |                                                                |
| VG-G-TD11      | 天命の聖騎士                               | 2016年12月9日  | ロイヤルパラディン   |                                                                |
| VG-G-TD12      | 繚乱の花乙姫                               | 2016年12月9日  | ネオネクタール       |                                                                |
| VG-G-TD13      | 邪眼の支配者                               | 2017年06月09日 | ぬばたま             |                                                                |
| VG-G-TD14      | 歌姫の初舞台（デビュー）                   | 2017年07月07日 | バミューダ△          |                                                                |
| VG-G-TD15      | 再誕の救世竜（メサイア）                   | 2017年10月20日 | リンクジョーカー     |                                                                |
| 2018年-2021年  |                                            |                |                      |                                                                |
| VG-V-TD01      | 先導アイチ                                 | 2018年5月11日  | ロイヤルパラディン   |                                                                |
| VG-V-TD02      | 櫂トシキ                                   | 2018年5月11日  | かげろう             |                                                                |
| VG-V-TD03      | 蒼龍レオン                                 | 2018年7月20日  | アクアフォース       |                                                                |
| VG-V-TD04      | 雀ヶ森レン                                 | 2018年8月10日  | シャドウパラディン   |                                                                |
| VG-V-TD05      | 戸倉ミサキ                                 | 2018年11月30日 | オラクルシンクタンク |                                                                |
| VG-V-TD06      | 石田ナオキ                                 | 2018年11月30日 | なるかみ             |                                                                |
| VG-V-TD07      | 伊吹コウジ                                 | 2019年1月25日  | リンクジョーカー     |                                                                |
| VG-V-TD08      | Schokolade Melody                          | 2019年2月14日  | バミューダ△          | 本商品にはPRカード全5種の中から1枚を封入している。             |
| VG-V-TD09      | 新田新右衛門                               | 2019年9月27日  | ジェネシス           |                                                                |
| VG-V-TD10      | Chronojet                                  | 2020年3月27日  | ギアクロニクル       |                                                                |
| VG-V-TD11      | Altmile                                    | 2020年3月27日  | ロイヤルパラディン   |                                                                |
| VG-V-TD12      | Ahsha                                      | 2020年3月27日  | ネオネクタール       |                                                                |
| 2021年-2023年  |                                            |                |                      |                                                                |
| VG-D-TD01      | 羽根山ウララ -絆の花咲く楽団長-            | 2022年7月22日  | ストイケイア         | 「チュートリアルカード」と拡張パック(12枚入り)を同梱。         |
| VG-D-TD02      | 廻間ミチル -四炎の魔宝竜-                  | 2022年7月22日  | ダークステイツ       | 「チュートリアルカード」と拡張パック(12枚入り)を同梱。         |
| VG-D-TD03      | 狐芝ライカ -破天執行-                      | 2022年7月22日  | ケテルサンクチュアリ | 「チュートリアルカード」と拡張パック(12枚入り)を同梱。         |

#### ムービートライアルデッキ
【VG-MTD01】「凶星の根絶者（デリーター）」
劇場限定版 2014年9月13日
通常版：2014年10月10日
「リンクジョーカー」（根絶者）で構築されたデッキ。
通常版はムービーブースター「ネオンメサイア」と同日に発売される予定だったが、製造時に劇場限定版のパッケージが誤って使用されている事が判明し、2014年10月10日に延期となった。

#### レジェンドデッキ
| デッキナンバー | デッキ名                         | 発売日        | 収録クラン         |
| -------------- | -------------------------------- | ------------- | ------------------ |
| VG-G-LD01      | The Dark “Ren Suzugamori”        | 2015年4月24日 | シャドウパラディン |
| VG-G-LD02      | The Overlord blaze “Toshiki Kai” | 2016年3月18日 | かげろう           |
| VG-G-LD03      | The Blaster “Aichi Sendou”       | 2017年4月7日  | ロイヤルパラディン |

#### 500円トライアルデッキ
【VG-G-FTD01】「太陽の騎士」
2016年4月22日発売。「ゴールドパラディン」で構築されたデッキ。
コンビニ発売分には、特製ファイターズカウンター１枚が付属。

#### タイトルトライアルデッキ
| デッキナンバー | パック名                        | 発売日         | 収録クラン（収録タイトル） | 備考                                                                      |
| -------------- | ------------------------------- | -------------- | -------------------------- | ------------------------------------------------------------------------- |
| VG-G-TTD01     | 刀剣乱舞-ONLINE-                | 2016年10月14日 | 刀剣乱舞                   | 初回生産限定特典として、同日発売の「刀剣乱舞 -ONLINE-弐」が１パック封入。 |
| VG-D-TTD01     | 刀剣乱舞-ONLINE- 2021           | 2021年5月22日  | 刀剣乱舞                   |                                                                           |
| VG-D-TTD02     | モンスターストライク 超・獣神祭 | 2021年7月23日  | モンスターストライク       |                                                                           |
| VG-D-TTD03     | モンスターストライク 激・獣神祭 | 2021年7月23日  | モンスターストライク       |                                                                           |
| VG-D-TTD04     | SHAMAN KING                     | 2021年11月5日  | SHAMAN KING                |                                                                           |
| VG-D-TTD05     | 終末のワルキューレ              | 2022年4月22日  | 終末のワルキューレ         |                                                                           |

#### はじめようセット
初心者用のデッキセット。
収録内容はトライアルデッキと似ているが、デッキにPRカード2種、ショップ大会で配布されたカードファイトパックのカード、その他ファイトに使えるアクセサリーを同梱している。
| ナンバー    | デッキ名                          | 発売日         | 収録クラン           | 備考                                 |
| ----------- | --------------------------------- | -------------- | -------------------- | ------------------------------------ |
| VG-HS01     | はじめようセットブルー            | 2011年12月3日  | ロイヤルパラディン   | デッキ内容は「聖域の光剣士」と同じ。 |
| VG-HS02     | はじめようセットレッド            | 2011年12月3日  | かげろう             | デッキ内容は「帝国の暴竜」と同じ。   |
| VG-HS03     | はじめようセット2012ブルー        | 2012年11月8日  | ゴールドパラディン   | デッキ内容は「銀狼の爪撃」と同じ。   |
| VG-HS04     | はじめようセット2012レッド        | 2012年11月8日  | なるかみ             | デッキ内容は「雷竜の鳴動」と同じ。   |
| VG-HS05     | はじめようセット 聖域の解放者     | 2013年12月12日 | ゴールドパラディン   |                                      |
| VG-HS06     | はじめようセット 奈落の撃退者     | 2013年12月12日 | シャドウパラディン   |                                      |
| VG-HS07     | はじめようセット 侵略の星輝兵     | 2013年12月27日 | リンクジョーカー     |                                      |
| VG-HS08     | はじめようセット 超次元の勇者     | 2013年12月27日 | ディメンジョンポリス |                                      |
| VG-TD14+    | はじめようセット 希望の探索者     | 2014年4月18日  | ロイヤルパラディン   |                                      |
| VG-TD15+    | はじめようセット 友情の喧嘩屋     | 2014年4月18日  | なるかみ             |                                      |
| VG-TD16+    | はじめようセット 聖裁の青き炎     | 2014年7月11日  | ゴールドパラディン   |                                      |
| VG-TD17+    | はじめようセット 決意の呪縛竜     | 2014年7月11日  | リンクジョーカー     |                                      |
| VG-G-TD01＋ | はじめようセット 覚醒の時空竜     | 2014年11月21日 | ギアクロニクル       |                                      |
| VG-G-TD02＋ | はじめようセット 明星の聖剣士     | 2014年11月21日 | ロイヤルパラディン   |                                      |
| VG-G-TD03＋ | はじめようセット 純真の花乙女     | 2015年1月22日  | ネオネクタール       |                                      |
| VG-G-TD04＋ | はじめようセット 海神の蒼騎兵     | 2015年1月22日  | アクアフォース       |                                      |
| VG-G-TD05＋ | はじめようセット 宿星の救世竜     | 2015年5月29日  | リンクジョーカー     |                                      |
| VG-G-TD06＋ | はじめようセット 鳴動の時幻竜     | 2015年11月13日 | ギアクロニクル       |                                      |
| VG-G-TD07＋ | はじめようセット 弧月の奇術師     | 2015年11月13日 | ペイルムーン         |                                      |
| VG-G-TD08＋ | はじめようセット 冥刻の吸血姫     | 2016年2月19日  | グランブルー         |                                      |
| VG-G-TD09＋ | はじめようセット 真生の十二支刻獣 | 2016年9月30日  | ギアクロニクル       |                                      |
| VG-G-TD10＋ | はじめようセット 竜魔道の儀式     | 2016年11月11日 | シャドウパラディン   |                                      |
| VG-G-TD11＋ | はじめようセット 天命の聖騎士     | 2016年12月9日  | ロイヤルパラディン   |                                      |
| VG-G-TD12＋ | はじめようセット 繚乱の花乙姫     | 2016年12月9日  | ネオネクタール       |                                      |

#### スタートデッキ
| ナンバー   | デッキ名                                    | 発売日         | 収録国家             | 備考 |
| ---------- | ------------------------------------------- | -------------- | -------------------- | ---- |
| VG-D-SD01  | 近導ユウユ -天輪聖竜-                       | 2021年3月25日  | ドラゴンエンパイア   |      |
| VG-D-SD02  | 桃山ダンジ -暴虐の虎-（ばいおれんす)        | 2021年3月25日  | ダークステイツ       |      |
| VG-D-SD03  | 江端トウヤ -頂の天帝-                       | 2021年3月25日  | ケテルサンクチュアリ |      |
| VG-D-SD04  | 大倉メグミ -樹角獣王-                       | 2021年4月3日   | ストイケイア         |      |
| VG-D-SD05  | 瀬戸トマリ -極光戦姫-                       | 2021年4月3日   | ブラントゲート       |      |
| VG-D-SD06  | 御薬袋ミレイ -封焔の巫女-                   | 2021年10月29日 | ドラゴンエンパイア   |      |
| VG-DZ-SD01 | クイックスタートデッキ ドラゴンエンパイア   | 2024年1月19日  | ドラゴンエンパイア   |      |
| VG-DZ-SD02 | クイックスタートデッキ ダークステイツ       | 2024年1月19日  | ダークステイツ       |      |
| VG-DZ-SD03 | クイックスタートデッキ ブラントゲート       | 2024年1月19日  | ブラントゲート       |      |
| VG-DZ-SD04 | クイックスタートデッキ ケテルサンクチュアリ | 2024年1月19日  | ケテルサンクチュアリ |      |
| VG-DZ-SD05 | クイックスタートデッキ ストイケイア         | 2024年1月19日  | ストイケイア         |      |
| VG-DZ-SD06 | クイックスタートデッキ リリカルモナステリオ | 2024年1月19日  | リリカルモナステリオ |      |

#### リリカルトライアルデッキ
【VG-D-LTD01】「出航！リリカルモナステリオ！」
2021年8月20日発売。「リリカルモナステリオ」で構築されたデッキ。

### ブースターパック
収録カードの中からランダムに少数枚のカードが１つのパックに封入されているカードセット。
基本的に1パック7枚入りと1ボックス16パック入りの2形態で販売。1パックに必ず2枚R（レア）以上のホロカードが入っている。また、各パックによって過去弾に発売されたカードの再録や特別枠扱いのカードが特別収録されることもある。
初回版には1ボックスにセパレータが1枚（全8種）、1カートン（16箱）に布製プレイマットが付属。極稀にイベント等で配布されたPRカードが付属することもある。
「勇輝剣爛」から「七色の歌姫」、「The Next Stage」から「Twinkle Melody」までのカードセットには、1つのパックに同じクランのカードを収録した「SPクランパック」という特別仕様が存在しており、SP仕様カードもしくはGR仕様カード（「ヴァンガードG」のみ）が5枚（7枚）封入されている。
| ナンバー      | パック名                               | 発売日         |
| 2011年-2014年 | 2011年-2014年                          | 2011年-2014年  |
| ------------- | -------------------------------------- | -------------- |
| VG-BT01       | 騎士王降臨                             | 2011年3月12日  |
| VG-BT02       | 竜魂乱舞                               | 2011年5月28日  |
| VG-BT03       | 魔侯襲来                               | 2011年8月6日   |
| VG-BT04       | 虚影神蝕                               | 2011年10月29日 |
| VG-BT05       | 双剣覚醒                               | 2012年1月14日  |
| VG-BT06       | 極限突破                               | 2012年4月28日  |
| VG-BT07       | 獣王爆進                               | 2012年7月7日   |
| VG-BT08       | 蒼嵐艦隊                               | 2012年9月22日  |
| VG-BT09       | 竜騎激突                               | 2012年12月8日  |
| VG-BT10       | 騎士王凱旋                             | 2013年2月16日  |
| VG-BT11       | 封竜解放                               | 2013年4月27日  |
| VG-BT12       | 黒輪縛鎖                               | 2013年7月6日   |
| VG-BT13       | 絶禍繚乱                               | 2013年9月13日  |
| VG-BT14       | 光輝迅雷                               | 2013年12月12日 |
| VG-BT15       | 無限転生                               | 2014年2月28日  |
| VG-BT16       | 竜剣双闘                               | 2014年5月16日  |
| VG-BT17       | 煉獄焔舞                               | 2014年8月8日   |
| 2014年-2018年 |                                        |                |
| VG-G-BT01     | 時空超越（ストライドジェネレーション） | 2014年12月5日  |
| VG-G-BT02     | 風華天翔                               | 2015年2月20日  |
| VG-G-BT03     | 覇道竜星                               | 2015年5月29日  |
| VG-G-BT04     | 討神魂擊                               | 2015年8月28日  |
| VG-G-BT05     | 月煌竜牙                               | 2015年11月13日 |
| VG-G-BT06     | 刃華超克                               | 2016年2月19日  |
| VG-G-BT07     | 勇輝剣爛                               | 2016年5月27日  |
| VG-G-BT08     | 超極審判                               | 2016年8月26日  |
| VG-G-BT09     | 天舞竜神                               | 2016年11月11日 |
| VG-G-BT10     | 剣牙激闘                               | 2017年2月3日   |
| VG-G-BT11     | 鬼神降臨                               | 2017年6月9日   |
| VG-G-BT12     | 竜皇覚醒                               | 2017年8月25日  |
| VG-G-BT13     | 究極超越（アルティメットストライド）   | 2017年11月17日 |
| VG-G-BT14     | 竜神烈伝                               | 2018年2月23日  |
| 2018年-2021年 |                                        |                |
| VG-V-BT01     | 結成！チームQ4                         | 2018年5月25日  |
| VG-V-BT02     | 最強！チームAL4                        | 2018年8月31日  |
| VG-V-BT03     | 宮地学園CF部                           | 2018年12月14日 |
| VG-V-BT04     | 最凶！根絶者（デリーター）             | 2019年1月25日  |
| VG-V-BT05     | 天馬解放                               | 2019年7月12日  |
| VG-V-BT06     | 幻馬再臨                               | 2019年8月10日  |
| VG-V-BT07     | 神羅創星                               | 2019年10月11日 |
| VG-V-BT08     | 銀華竜炎                               | 2020年6月19日  |
| VG-V-BT09     | 蝶魔月影                               | 2020年7月31日  |
| VG-V-BT10     | 虚幻竜刻                               | 2020年8月28日  |
| VG-V-BT11     | 蒼騎天嵐                               | 2020年10月15日 |
| VG-V-BT12     | 天輝神雷                               | 2020年11月6日  |
| 2021年-2023年 |                                        |                |
| VG-D-BT01     | 五大世紀の黎明                         | 2021年4月17日  |
| VG-D-BT02     | 伝説との邂逅                           | 2021年6月19日  |
| VG-D-BT03     | 共進する双星                           | 2021年9月24日  |
| VGｰDｰBT04     | 覚醒する天輪                           | 2021年12月24日 |
| VG-D-BT05     | 群雄凱旋                               | 2022年4月1日   |
| VG-D-BT06     | 鳳竜焔舞                               | 2022年8月5日   |
| VG-D-BT07     | 烈火翠嵐                               | 2022年9月30日  |
| VG-D-BT08     | 女神再臨（ミネルヴァサイリン）         | 2022年12月9日  |
| VG-D-BT09     | 龍樹侵攻                               | 2023年2月3日   |
| VG-D-BT10     | 仮面竜奏                               | 2023年4月7日   |
| VG-D-BT11     | 英雄激突                               | 2023年6月2日   |
| VG-D-BT12     | 夜天凶襲                               | 2023年8月4日   |
| VG-D-BT13     | 天輪飛翔                               | 2023年9月29日  |
| 2024年-       |                                        |                |
| VG-DZ-BT01    | 運命大戦                               | 2024年2月9日   |
| VG-DZ-BT02    | 無幻双刻                               | 2024年4月5日   |
| VG-DZ-BT03    | 次元超躍                               | 2024年6月7日   |
| VG-DZ-BT04    | 宿命決戦                               | 2024年8月9日   |
| VG-DZ-BT05    | 天智覚命                               | 2024年10月11日 |
| VG-DZ-BT06    | 時空創竜                               | 2024年12月6日  |
| VG-DZ-BT07    | 月牙蒼焔                               | 2025年2月7日   |
| VG-DZ-BT08    | 零騎転生                               | 2025年4月11日  |
| VG-DZ-BT09    | 超勇爆裂                               | 2025年6月6日   |
| VG-DZ-BT10    | 竜魂鳴導                               | 2025年8月8日   |

#### エクストラブースター
| ナンバー      | パック名                     | 発売日                | 収録クラン                                                      | 備考 |               |
| 2011年-2014年 | 2011年-2014年                | 2011年-2014年         | 2011年-2014年                                                   | 2011年-2014年 | 2011年-2014年 |
| ------------- | ---------------------------- | --------------------- | --------------------------------------------------------------- | --- | ------------- |
| VG-EB01       | コミックスタイル vol.1       | 2011年12月3日         | [ 注 54 ]                                                       | タイトル通り漫画版で登場したカードを収録している。                                                                                        |               |
| VG-EB02       | 歌姫の饗宴                   | 2012年3月10日         | バミューダ△                                                     | |               |
| VG-EB03       | 黒鋼の戦騎                   | 2012年5月26日         | [ 注 55 ]                                                       | |               |
| VG-EB04       | 無幻の兵団                   | 2012年11月17日        | ノヴァグラップラー                                              | |               |
| VG-EB05       | 神託の戦乙女                 | 2012年11月17日        | オラクルシンクタンク                                            | |               |
| VG-EB06       | 綺羅の歌姫                   | 2013年3月23日         | バミューダ△                                                     | 初回ボックス特典として、『モンスター・コレクションTCG』のプロモーションカード版『トップアイドル パシフィカ』を封入。                      |               |
| VG-EB07       | 神秘の預言者                 | 2013年8月30日         | オラクルシンクタンク                                            | |               |
| VG-EB08       | 銀河の闘士                   | 2013年8月30日         | ノヴァグラップラー                                              | |               |
| VG-EB09       | 創世の竜神                   | 2013年11月22日        | かげろう                                                        | |               |
| VG-EB10       | 歌姫の二重奏（デュエット）   | 2014年3月21日         | バミューダ△                                                     | 白服バージョンと黒服バージョンの2種類があり、それぞれ全35種（イラスト仕様が異なるだけであり、カード名や能力、レアリティに相違点はない）。 |               |
| VG-EB11       | 宵闇の鎮魂歌（レクイエム）   | 2014年6月20日         | シャドウパラディン                                              | |               |
| VG-EB12       | 女神の円舞曲（ワルツ）       | 2014年6月20日         | ジェネシス                                                      | |               |
| 2014年-2018年 |                              |                       |                                                                 | |               |
| VG-G-EB01     | 宇宙の咆哮                   | 2015年3月13日         | ディメンジョンポリス                                            | |               |
| VG-G-EB02     | The AWAKENING ZOO            | 2017年12月8日         | メガコロニー グレートネイチャー ネオネクタール                  | |               |
| VG-G-EB03     | The GALAXY STAR GATE         | 2018年1月19日         | ノヴァグラップラー ディメンジョンポリス リンクジョーカー        | |               |
| 2018年-2021年 |                              |                       |                                                                 | |               |
| VG-V-EB01     | The Destructive Roar         | 2018年6月29日         | たちかぜ スパイクブラザーズ メガコロニー                        | |               |
| VG-V-EB02     | アジアサーキットの覇者       | 2018年7月20日         | ディメンジョンポリス グランブルー アクアフォース                | |               |
| VG-V-EB03     | ULTRARARE MIRACLE COLLECTION | 2018年10月19日        | エンジェルフェザー ゴールドパラディン ネオネクタール            | |               |
| VG-V-EB04     | The Answer of Truth          | 2018年11月16日        | ジェネシス ギアクロニクル グレートネイチャー                    | |               |
| VG-V-EB05     | Primary Melody               | 2019年3月29日         | バミューダ△                                                     | |               |
| VG-V-EB06     | 救世の光 破滅の理            | 2019年4月12日         | ロイヤルパラディン かげろう ノヴァグラップラー リンクジョーカー | |               |
| VG-V-EB07     | The Heroic Evolution         | 2019年5月17日（一般） | かげろう ノヴァグラップラー リンクジョーカー                    | 「大ヴァンガ祭×大バディ祭2019＋しろくろフェス2019」（2019年5月2日から5月4日まで）にて先行販売。                                           |               |
| VG-V-EB08     | My Glorious Justice          | 2019年6月14日         | ディメンジョンポリス グランブルー アクアフォース                | |               |
| VG-V-EB09     | The Raging Tactics           | 2019年9月6日          | たちかぜ スパイクブラザーズ メガコロニー                        | |               |
| VG-V-EB10     | The Mysterious Fortune       | 2019年11月15日        | ゴールドパラディン グレートネイチャー ネオネクタール            | |               |
| VG-V-EB11     | Crystal Melody               | 2019年12月20日        | バミューダ△                                                     | |               |
| VG-V-EB12     | Team 竜牙独尊！              | 2020年1月17日         | シャドウパラディン なるかみ アクアフォース                      | |               |
| VG-V-EB13     | The Astral Force             | 2020年2月21日         | エンジェルフェザー ジェネシス ギアクロニクル                    | |               |
| VG-V-EB14     | The Next Stage               | 2020年4月10日         | ロイヤルパラディン ギアクロニクル ネオネクタール                | |               |
| VG-V-EB15     | Twinkle Melody               | 2020年12月11日        | バミューダ△                                                     | |               |

#### ムービーブースター
【VG-MB01】「ネオンメサイア」
劇場限定版：2014年9月13日
通常版：2014年9月24日
ブルーレイ＆DVD発売記念版：2015年4月24日
劇場版だけでなく同時期に放送されていたアニメ「レギオンメイト編」で使用されたカードも多数収録されている。
劇場限定版と通常版によって一部のカードの仕様が異なる。

#### クランブースター
１つのクランのカードのみを収録したブースターパック。
| ナンバー  | パック名                     | 発売日         | 収録クラン       |
| --------- | ---------------------------- | -------------- | ---------------- |
| VG-G-CB01 | 歌姫の学園                   | 2015年6月19日  | バミューダ△      |
| VG-G-CB02 | 連波の指揮官                 | 2015年10月23日 | アクアフォース   |
| VG-G-CB03 | 祝福の歌姫                   | 2016年6月24日  | バミューダ△      |
| VG-G-CB04 | 運命の歯車（ギア）           | 2016年9月30日  | ギアクロニクル   |
| VG-G-CB05 | 七色の歌姫                   | 2017年7月7日   | バミューダ△      |
| VG-G-CB06 | 混沌と救世の輪舞曲（ロンド） | 2017年10月20日 | リンクジョーカー |
| VG-G-CB07 | 歌姫の祝祭（フェスタ）       | 2018年3月30日  | バミューダ△      |

#### テクニカルブースター
特徴的な動きをする3つのクランを集めた、上級者向けのブースターパック。
| ナンバー   | パック名             | 発売日        | 収録クラン                               |
| ---------- | -------------------- | ------------- | ---------------------------------------- |
| VG-G-TCB01 | The RECKLESS RAMPAGE | 2016年1月22日 | ぬばたま たちかぜ スパイクブラザーズ     |
| VG-G-TCB02 | The GENIUS STRATEGY  | 2016年7月22日 | むらくも メガコロニー グレートネイチャー |

#### タイトルブースター
他作品のコラボレーションのカードを収録したブースターパック。SP及びSSRのカードは、同ゲームの（該当キャラの）出演声優の箔押しサイン入り仕様となっている。
| ナンバー   | パック名                          | 発売日         | 収録クラン（収録タイトル） |
| ---------- | --------------------------------- | -------------- | -------------------------- |
| VG-G-TB01  | 刀剣乱舞 -ONLINE-                 | 2015年7月17日  | 刀剣乱舞                   |
| VG-G-TB02  | 刀剣乱舞 -ONLINE-弐               | 2016年10月14日 | 刀剣乱舞                   |
| VG-V-TB01  | BanG Dream! FILM LIVE             | 2020年7月17日  | BanG Dream!                |
| VG-D-TB01  | 刀剣乱舞-ONLINE- 2021             | 2021年5月22日  | 刀剣乱舞                   |
| VG-D-TB02  | モンスターストライク              | 2021年7月23日  | モンスターストライク       |
| VG-D-TB03  | SHAMAN KING Vol.1                 | 2021年11月5日  | SHAMAN KING                |
| VG-D-TB04  | SHAMAN KING Vol.2                 | 2022年4月22日  | SHAMAN KING                |
| VG-D-TB05  | 終末のワルキューレ                | 2022年4月22日  | 終末のワルキューレ         |
| VG-D-TB06  | モンスターストライク Vol.2        | 2022年10月21日 | モンスターストライク       |
| VG-D-TB07  | 刀剣乱舞-ONLINE- 2023             | 2023年6月23日  | 刀剣乱舞                   |
| VG-DZ-TB01 | フューチャーカード バディファイト | 2025年7月25日  | バディファイト             |

#### コミックブースター
漫画版（コミック）で登場したカードを収録したブースターパック。
【VG-G-CMB01】「先導者と根絶者（デリーター）」
2015年9月26日発売。
漫画「カードファイト!! ヴァンガード」及び「カードファイト!! ヴァンガード外伝 光の剣士」で登場したカードを中心に収録。

#### キャラクターブースター
アニメ等のメディアミックスで登場人物が使うカードを収録したブースターパック。
| ナンバー   | パック名                  | 発売日        |
| ---------- | ------------------------- | ------------- |
| VG-G-CHB01 | トライスリーNEXT          | 2016年12月9日 |
| VG-G-CHB02 | 俺達!!!トリニティドラゴン | 2017年1月13日 |
| VG-G-CHB03 | 月夜のラミーラビリンス    | 2017年3月3日  |

#### ミニブースター
1パック2枚入り100円のブースターパック。
【VG-V-MB01】「相克のPSYクオリア」
2018年9月28日発売。
トライアルデッキ「先導アイチ」「櫂トシキ」を中心とした再録カードを収録し、通常版とデザイン違い版の2種類(同イラスト)を収録。
ギフトマーカーはアニメ『カードファイト‼︎ヴァンガード（中・高校生編）』の場面カットを使用。

#### リリカルブースター
いずれも「リリカルモナステリオ」に所属するカードのみを収録している。
| ナンバー    | パック名                                      | 発売日         |
| ----------- | --------------------------------------------- | -------------- |
| VG-D-LBT01  | Lyrical Melody（リリカルメロディ）            | 2021年8月20日  |
| VG-D-LBT02  | リリカルモナステリオ～新学期はじまるよ！～    | 2022年2月25日  |
| VG-D-LBT03  | リリカルモナステリオ ～なつのおもいでっ！～   | 2022年9月2日   |
| VG-D-LBT04  | リリカルモナステリオ ～いたずらしちゃうぞっ～ | 2023年10月13日 |
| VG-DZ-LBT01 | リリカルモナステリオ ほしがきらきらっ！       | 2024年7月5日   |

### その他のカードセット

#### ファイターズコレクション
「〜2013」と「〜2014」のSP仕様のカードはすべてフレーバーテキストの代わりにそのカードの使用者が発言した名言が箔押しされている。
なお、SPカード以外はすべてGR（「〜2015」から）、RRR、RR仕様になっている。
| ナンバー  | パック名                            | 発売日                | 備考                                                                       |
| --------- | ----------------------------------- | --------------------- | -------------------------------------------------------------------------- |
| VG-FC01   | ファイターズコレクション2013        | 2013年5月25日（一般） | 大ヴァンガ祭2013で先行販売。 新規カード7種と過去弾の再録カード19種を収録。 |
| VG-FC02   | ファイターズコレクション2014        | 2014年5月2日（一般）  | 大ヴァンガ祭2014で先行販売。                                               |
| VG-G-FC01 | ファイターズコレクション2015        | 2015年5月1日（一般）  | 大ヴァンガ祭2015で先行販売。                                               |
| VG-G-FC02 | ファイターズコレクション2015 Winter | 2015年12月18日        | 一般販売。                                                                 |
| VG-G-FC03 | ファイターズコレクション2016        | 2016年4月30日         | 大ヴァンガ祭2016で販売。                                                   |
| VG-G-FC04 | ファイターズコレクション2017        | 2017年5月12日（一般） | 大ヴァンガ祭2017で先行販売。                                               |

#### DAIGOスペシャルセット
アニメの劇中でDAIGOが使用したカードを収録したカードセット。収録カードのクランは全て「ロイヤルパラディン」である。
【VG-DG01】「DAIGOスペシャルセット」
2013年6月1日発売。
50枚+PRカード2種入り。アニメでDAIGOが使用した「ロイヤルパラディン」のユニットで構成されたデッキ。
トライアル専用カードと、プレイブック、ファーストガイド、プレイマット、DAIGOの写真を使ったPRカード2種、DAIGOの実写ブロマイド（5セット計10種からランダムで収録）を同梱。
【VG-G-DG01】「DAIGOスペシャルセットG」
2016年4月29日発売。
55枚+PRカード1枚入り。アニメでDAIGOが使用した「ロイヤルパラディン」のユニットで構成されたデッキ。

#### スペシャルシリーズ
| ナンバー      | 商品名                                                               | 発売日                | 備考 |
| ------------- | -------------------------------------------------------------------- | --------------------- | --- |
| VG-V-SS01     | プレミアムコレクション2019                                           | 2019年5月17日（一般） | 大ヴァンガ祭2019で先行販売。 |
| VG-V-SS02     | スタートデッキ 「ブラスター・ブレード」                              | 2019年6月7日          | 収録カードは「未来の騎士 リュー」以外はすべて過去の弾からの再録となっている。 |
| VG-V-SS03     | スタートデッキ 「ブラスター・ダーク」                                | 2019年6月7日          | 収録カードは「厳格なる撃退者」以外はすべて過去の弾からの再録となっている。 |
| VG-V-SS04     | BD付き♪カラパレ サプライGiftBox」                                    | 2019年12月27日        | アニメ「バミューダトライアングル ～カラフル・パストラーレ～」の全12話を収録したBlu-ray Disc付きのギフトボックスセット。限定PRカード5種類と限定ギフトマーカー5種類各1枚が付属。                                           |
| VG-V-SS05     | フェスティバルコレクション                                           | 2020年5月22日         | 収録カードはすべて過去弾からの再録（新規カードなし）。 |
| VG-V-SS06     | スペシャルデッキセット マジェスティ・ロードブラスター                | 2020年5月22日         | 「ロイヤルパラディン」（シャドウパラディン1種含む）の新規カード5種と過去弾の再録カード10種を収録。「ブラスター・ダーク」は「ロイヤルパラディン」でも使用できる能力を持って新規収録。                                     |
| VG-V-SS07     | プレミアムコレクション2020                                           | 2020年5月22日         | |
| VG-V-SS08     | DAIGO スペシャルエキスパンションセットV                              | 2020年11月27日        | 購入特典として「月桂の騎士 シシルス」を1枚封入。 |
| VG-V-SS09     | クランセレクションプラス Vol.1                                       | 2021年1月29日         | ASR、SP以外のカードはすべてRRR仕様（再録含む）となっている。 |
| VG-V-SS10     | クランセレクションプラス Vol.2                                       | 2021年2月19日         | ASR、SP以外のカードはすべてRRR仕様（再録含む）となっている。 |
| 2021年-2023年 |                                                                      |                       | |
| VG-D-SS01     | フェスティバルコレクション2021                                       | 2021年5月15日         | |
| VG-D-SS02     | フェスティバルコレクション2022                                       | 2022年5月13日（一般） | 大ヴァンガ祭2022（2022年4月29日から4月30日まで）で先行販売。 |
| VG-D-SS03     | Stride Deckset Chronojet                                             | 2022年11月11日        | |
| VG-D-SS04     | Stride Deckset Messiah                                               | 2023年3月3日          | |
| VG-D-SS05     | フェスティバルブースター2023                                         | 2023年5月12日（一般） | 大ヴァンガ祭2023（2023年4月29日から4月30日まで）で先行販売。 |
| VG-D-SS06     | はじめようデッキセット グラムグレイス                                | 2023年7月7日          | 10000個限定品。 |
| VG-D-SS07     | はじめようデッキセット ファヴルニール                                | 2023年7月7日          | 10000個限定品。 |
| VG-D-SS08     | はじめようデッキセット オルフィスト                                  | 2023年7月7日          | 10000個限定品。 |
| VG-D-SS09     | Stride Deckset Shiranui                                              | 2023年11月10日        | |
| VG-D-SS10     | Stride Deckset Luard                                                 | 2023年11月10日        | |
| VG-D-SS11     | トリプルドライブブースター                                           | 2023年12月8日         | |
| 2024年-       |                                                                      |                       | |
| VG-DZ-SS01    | フェスティバルブースター2024                                         | 2024年5月17日（一般） | 大ヴァンガ祭2024（2024年5月3日・4日）で先行販売。 |
| VG-DZ-SS02    | Stride Deckset Harri                                                 | 2024年9月6日          | |
| VG-DZ-SS03    | Stride Deckset Nightrose                                             | 2024年9月6日          | |
| VG-DZ-SS04    | 運命のデカ杉ベベベベブラックでんぢゃらすコロコロスタートデッキパック | 2024年11月15日        | 月刊コロコロコミック12月号に本商品のパック1袋が付録として同梱（封入はランダム）。 |
| VG-DZ-SS05    | ファイターズコインセット 運命大戦                                    | 2025年1月17日         | ファイターズコインやショートストレイジボックス、PRカード4枚（4種）の他、「運命大戦」には「クイックスタートデッキ ケテルサンクチュアリ」が、「宿命決戦」には「クイックスタートデッキ ドラゴンエンパイア」がそれぞれ同梱。 |
| VG-DZ-SS06    | ファイターズコインセット 宿命決戦                                    | 2025年1月17日         | ファイターズコインやショートストレイジボックス、PRカード4枚（4種）の他、「運命大戦」には「クイックスタートデッキ ケテルサンクチュアリ」が、「宿命決戦」には「クイックスタートデッキ ドラゴンエンパイア」がそれぞれ同梱。 |
| VG-DZ-SS07    | ぶっちぎりスタートデッキ “力”で勝負だ！ 天導ゼロ                     | 2025年3月28日         | |
| VG-DZ-SS08    | ぶっちぎりスタートデッキ“技”で勝負だ！ 央亭シキ                      | 2025年3月28日         | |
| VG-DZ-SS09    | Master Deckset 羽根山ウララ                                          | 2025年4月11日         | |
| VG-DZ-SS10    | Master Deckset 廻間ミチル                                            | 2025年4月11日         | |
| VG-DZ-SS11    | フェスティバルブースター2025                                         | 2025年5月16日（一般） | 大ヴァンガ祭2025（2025年5月3日・4日）で先行販売。 |

#### Vスペシャルシリーズ
収録されているカードはVSR、SP仕様を除き、すべてRRR仕様となっている（再録含む）。
| ナンバー  | パック名                  | 発売日        |
| --------- | ------------------------- | ------------- |
| VG-D-VS01 | Vクランコレクション Vol.1 | 2021年9月3日  |
| VG-D-VS02 | Vクランコレクション Vol.2 | 2021年9月3日  |
| VG-D-VS03 | Vクランコレクション Vol.3 | 2022年1月21日 |
| VG-D-VS04 | Vクランコレクション Vol.4 | 2022年1月21日 |
| VG-D-VS05 | Vクランコレクション Vol.5 | 2022年6月17日 |
| VG-D-VS06 | Vクランコレクション Vol.6 | 2022年6月17日 |

#### Pスペシャルシリーズ
| ナンバー   | パック名                           | 発売日                | 備考                                                         |
| ---------- | ---------------------------------- | --------------------- | ------------------------------------------------------------ |
| VG-D-PS01  | Pクランコレクション2022            | 2022年5月13日（一般） | 大ヴァンガ祭2022（2022年4月29日から4月30日まで）で先行販売。 |
| VG-DZ-PS01 | Pスタンダードデッキセット 宝石騎士 | 2024年3月8日          |                                                              |
| VG-DZ-PS02 | Pスタンダードデッキセット 撃退者   | 2024年3月8日          |                                                              |
| VG-DZ-PS03 | Pスタンダードデッキセット 銃士     | 2024年3月8日          |                                                              |

#### P&Vスペシャルシリーズ
【VG-D-PV01】「ヒストリーコレクション」
2023年5月26日発売。

#### フラッシュファイト
通常のヴァンガードファイトとは違い、デッキが半分の25枚で構成された初心者ルールである『フラッシュファイト』がある。『ケロケロエース』3月号とプレ講習会、『ケロケロエース』8月号で配布されている。

## 歴史
2010年（平成22年）
- 7月18日 * 2011年1月13日 - 『ヴァンガードラジオ』- 東京おもちゃショー2010のブシロードブースにて資料およびシステム、漫画版の第1話の途中までを先行公開。
- 11月4日 - ブシロード戦略発表会2010（冬）にてアニメ制作発表。
- 11月26日 - 『ケロケロエース』2011年1月号にて漫画版連載開始。同時にプロモーションカード「ブラスター・ブレード」付録。
- 12月17日 - スペシャルカンファレンス開催。ゲストとしてアニメ版の声優陣、JAM project、DAIGOが登場。

2011年（平成23年）
- 1月1日 - 2月20日 - 全国50か所にてプレ講習会開催。
- 1月8日 - アニメ第1期放送開始。
- 1月9日 - 『ヴァンガードTV』放送開始。
- 1月13日 - 『ヴァンガードラジオ』響 -HiBiKi Radio Station-にて放送開始
- 1月26日 - 『ケロケロエース』2011年3月号にてカード50枚（1人分25枚のスタードライブデッキとクレステッドデッキ〈フラッシュファイトデッキ〉）とプレイシート、ルールマニュアルが付録として発売。
- 2月26日 - トライアルデッキ発売。
- 2月26日 - 『ケロケロエース』2011年4月号にてアニメ第1話と『ヴァンガードTV』の第1回、第2回を収録したスペシャルDVDが付録として発売。
- 3月12日 - ブースターパック第1弾『騎士王降臨』が発売。
- 3月26日 - コミック第1巻が発売。
- 4月9日『スタンドアップ・ザ・ヴァンガード、ヴァンガードキャピタル、ヴァンヴァンとヴァンガード大発見!、立ち上がれ!僕らのヴァンガード』ラジオ大阪にて放送開始。
- 5月28日 - ブースターパック第2弾『竜魂乱舞』が発売。
- 8月6日 - ブースターパック第3弾『魔侯襲来』が発売。
- 8月26日 - コミック第2巻が発売。
- 9月21日 - アニメDVD第1巻が発売。
- 9月23日 - 『立ち上がれ!僕らのヴァンガード』ラジオCD vol.1発売。
- 9月25日 - 『ヴァンガードTV』地上波の移行により放送終了。
- 10月2日 - 『ヴァンガ道』テレビ東京系列にて放送開始。
- 10月29日 - ブースターパック第4弾『虚影神蝕』が発売。
- 11月24日 - ニコニコ生放送『カードファイト!! ヴァンガード&ミルキィホームズ発表会（冬）』にて、第2期の制作決定が発表された。
- 12月3日 - はじめようセットブルー・レッドとエクストラブースター第1弾『コミックスタイル vol.1』が発売。
- 12月23日 - 『立ち上がれ!僕らのヴァンガード』ラジオCD vol.2発売。

2012年（平成24年）
- 1月7日 - 『ヴァンガード 英語版』BSジャパンにて放送開始。
- 1月14日 - ブースターパック第5弾『双剣覚醒』が発売。
- 1月26日 - 『ケロケロエース』2012年3月号にて限定カード「マッスル・ヘラクレス」とダメージを表にできる「ファイターズ コイン」が付録として発売。同日にはコミック第3巻も発売された。
- 2月10日 - ブシロード冬の戦略戦略発表会にてアニメ第2期の放送日、タイトルが発表された。
- 2月18日 - 『立ち上がれ!僕らのヴァンガード』の放送分でラジオCD vol.3の発売が決定した。
- 3月6日 - ニコニコ生放送『ヴァンガード スペシャルカンファレンス3』にて第2期アジアサーキット編の放送局、主題歌、実写ドラマ『STAND UP!ヴァンガード』、ヴァンガードTV2の情報、新CMイメージソング『脳内survivor』、大ヴァンガ祭、エクストラブースター第2弾『歌姫の饗宴』、トライアルデッキ『銀狼の爪撃』、『雷竜の鳴動』、ブースターパック第6弾『極限突破』の商品紹介、エクストラブースター第3弾『黒鋼の戦騎』、ブースターパック第7弾『獣王爆進』の発売日が発表された。
- 3月10日 - エクストラブースター第2弾『歌姫の饗宴』が発売。
- 3月25日 - 『ヴァンガ道』放送終了。
- 3月26日 - 『ケロケロエース』2012年5月号にてカード50枚（ゴールドパラディン42枚となるかみ8枚の混合デッキ）とファーストガイド、エキスパートシート、プレイマットが付録として発売。
- 3月29日 - 『カードファイト!! ヴァンガードラジオ』放送終了。
- 3月31日 - アニメ第1期、および『ヴァンヴァンとヴァンガード大発見!』放送終了。
- 4月1日 - アニメ特別編『アイチの軌跡』がテレビ東京系列で放送された。
- 4月5日 - 『ヴァンガードRADIO!!  LIMIT BREAK!!』響 -HiBiKi Radio Station-にて放送開始。
- 4月7日 - 『ヴァンガードTV2』放送開始。
- 4月8日 - アニメ第2期『アジアサーキット編』開始。同日にはラジオ大阪にて立ち上がれ!僕らのヴァンガード サンデー』も放送された。
- 4月21日 - トライアルデッキ『銀狼の爪撃』、『雷竜の鳴動』発売。
- 4月26日 - 『ケロケロエース』2012年6月号にて限定カード「サテライトフォール・ドラゴン」と原作者伊藤彰のイラストが入ったデッキホルダーが付録として発売。
- 4月28日 - ブースターパック第6弾 『極限突破』が発売。
- 5月3日 - 『STAND UP!ヴァンガード』がテレビ東京系列6局で放送された。
- 5月5日 - 5月6日 - 東京ビッグサイトにて『大ヴァンガ祭』が行われた。
- 5月13日 - 7月8日 - ファイターズロード2012が全国8地区で開催。
- 5月23日 - ニコニコ生放送『ブシナビ！生放送第19回 - 本日はカードファイト!! ヴァンガード特集！』にてエクストラブースター『黒鋼の戦騎』が特集された。
- 5月26日 - エクストラブースター第3弾『黒鋼の戦騎』が発売。同日には 『ケロケロエース』7月号にてアニメブック前半と『黒鋼の戦騎コンプリートカタログ』と2012年7月〜12月みにヴぁんカレンダーが付録として発売された。
- 6月26日 - 『ケロケロエース』8月号にてアニメブック後半とコミック4巻の掛け替えカバーとPRカード「蒼白き月の魔王」と革プレイマットが付録として発売。
- 7月7日 - ブースターパック第7弾 『獣王爆進』が発売。
- 7月26日 - 『ケロケロエース』9月号にて『みにヴぁん』のデッキホルダーとトライアルデッキ「海皇の末裔」の全貌やブースターパック第8弾「蒼嵐艦隊」の情報とビッグな企画が付録として発売。同日には第2期『アジアサーキット編』の第83話「伝説のファイター」で新キャラクター蒼龍レオンとゲストキャラクターでDAIGOが本人主演で放送された。
- 8月11日 - トライアルデッキ『海皇の末裔』が発売。

2013年（平成25年）
- 1月13日 - アニメ第3期『リンクジョーカー編』開始。

2014年（平成26年）
- 3月9日 - アニメ第4期『レギオンメイト編』開始。
- 9月13日 - 初の劇場版映画が製作。アニメ版『劇場版 カードファイト!! ヴァンガード ネオンメサイア』と実写版『劇場版 カードファイト!! ヴァンガード 3つのゲーム』の二作同時公開となる。
- 10月19日 - アニメ『レギオンメイト編』放送終了。『ヴァンガード』開始以来の主人公だった「先導アイチ」と「櫂トシキ」の物語が終息（カード商品も同時期に後述する新しい主人公たちが使用するデッキに移行するため、一区切り）。
- 10月26日 - アニメ新シリーズ『カードファイト!! ヴァンガードG』（以下『G』）放送開始。主人公「新導クロノ」を始めとした登場人物の大半が一新される。
- 11月21日 - 新シリーズ『G』の世界観を受け継ぐ初めてのカードデッキシリーズ2種、トライアルデッキ「覚醒の時空竜」・「明星の聖剣士」が同時発売。
- 12月5日 - ブースターパックG第1弾「時空超越」が発売。

2015年（平成27年）
- 7月17日 シリーズ初となる単独コラボクラン（タイトル）の商品、タイトルブースターG第1弾「刀剣乱舞-ONLINE-」が発売。
- 10月11日 - アニメG2期『ギアースクライシス編』放送開始。

2016年（平成28年）
- 4月17日 - アニメG3期『ストライドゲート編』放送開始。
- 10月2日 - アニメG4期『カードファイト!! ヴァンガードG NEXT』放送開始。同時にこのシリーズからアニメーション制作が従来のトムス・エンタテインメントからOLMに変更された。

2017年（平成29年）
- 10月8日 - アニメG5期『カードファイト!! ヴァンガードG Z』放送開始。

2018年（平成30年）
- 3月30日 - 『G』シリーズ最後となるカード商品、クランブースター「歌姫の祝祭」が発売。
- 4月1日 - アニメ『カードファイト!! ヴァンガードG Z』放送終了。これをもって『G』シリーズの主人公だった「新導クロノ」を始めとした物語が完結。
- 5月5日 - アニメ新シリーズ『カードファイト!! ヴァンガード（2018年版、中・高校生編）』放送開始。漫画版をベースとしたアニメとなる（同時に旧シリーズの主要人物であった「先導アイチ」が主人公に復帰）。
- 5月11日 - 新シリーズ移行後では初となるカードデッキシリーズ2種、トライアルデッキ「先導アイチ」・「櫂トシキ」が同時発売。

2019年（平成31年・令和元年）
- 1月12日 - アニメ『バミューダトライアングル 〜カラフル・パストラーレ〜』放送開始。同シリーズのクラン「バミューダ△」を取り扱った派生作品。
- 5月11日 - アニメ『続・高校生編』放送開始。令和に放送開始された最初のテレビアニメ作品となった。
- 8月24日 - アニメ『新右衛門編』放送開始。シリーズを通じての登場人物である「新田シン」を主人公に約10年前の物語が展開される。
- 9月27日 - トライアルデッキ「新田新右衛門」が発売。

2020年（令和2年）
- 5月30日 - アニメ『カードファイト!! ヴァンガード外伝 イフ-if-』放送開始。

2021年（令和3年）
- 2月26日 - シリーズ10周年。
- 3月25日 - カードデッキシリーズ3種、スタートデッキ「近導ユウユ -天輪聖竜-」・「桃山ダンジ -暴虐の虎-」・「江端トウヤ -頂の天帝-」が同時発売。本デッキ3種以降、商品（一部除く）に収録されるカードの体制はそれまでのクランに代わり、国家に変更される。
- 4月3日　- アニメ『カードファイト!! ヴァンガード overDress』（season1）放送開始。シリーズ10周年記念作品。これまでのアニメシリーズから登場人物や世界観の大半が完全刷新される。また、同時にこのシリーズからアニメーション制作がOLMからキネマシトラスに変更された。
- 4月17日 - 国家体制リニューアル後初となるカードパック、ブースターパック第1弾「五大世紀の黎明」が発売。
- 10月5日 - アニメ『カードファイト!! ヴァンガード overDress』（season2）放送開始。

2022年（令和4年）
- 4月1日　- シリーズ10周年を記念としたパック、ブースターパック第5弾「群雄凱旋」が発売。
- 7月5日　- アニメ『カードファイト!! ヴァンガード will+Dress』放送開始。

2024年（令和6年）
- 1月13日　- アニメ『カードファイト!! ヴァンガード Divinez』放送開始。

## メディアミックス

### アニメ

#### テレビシリーズ
全ての作品において登場するカードはTCG版のものがそのまま使用されている。なお、シリーズ毎にスタッフや世界観は異なっている。
- カードファイト!! ヴァンガード（2011年版）（2011年 - 2014年）
- カードファイト!! ヴァンガードG（2014年 - 2018年）
- カードファイト!! ヴァンガード（2018年版）（2018年 - 2020年）
- カードファイト!! ヴァンガード overDress（2021年 - ）

#### アニメ映画&派生作品
- 劇場版 カードファイト!! ヴァンガード ネオンメサイア（映画、2014年）
- みにヴぁん（ショートアニメ、第1期：2013年・第2期：2015年）
  - みにヴぁん ら～じ（同上、2021年）
- バミューダトライアングル 〜カラフル・パストラーレ〜（2019年）

### 漫画
非アニメ関連作品ならびに漫画オリジナル作品のみを記載。
カードファイト!! ヴァンガード外伝 光の剣士
伊藤彰の原案、コシミズマコトによる作画で『月刊ブシロード』2013年10月号より2014年10月号まで連載された。ユニットたちが主人公。
連載終了後、同誌の2016年4月号に『ヴァンガード 光の剣士 外伝 †SHINE OF SHADOW†』というブラスター・ダークが中心のシャドウパラディンの読み切りが載った。
書籍情報
| 巻数 | 発売日         | ISBN              | PRカード           |
| ---- | -------------- | ----------------- | ------------------ |
| 1    | 2014年4月26日  | 978-4-04-899403-3 | 騎士王エゼル       |
| 2    | 2014年12月26日 | 978-4-04-899409-5 | 騎士王アルフレッド |

バミューダトライアングル カレン オン ステージ♪
Quilyの監修、石田彩の作画で『月刊ブシロード』2014年4月号より9月号まで連載された。バミューダトライアングルの歌姫を目指すカレンが主人公。『月刊ブシロード』2016年7月号・8月号に掲載の「惑星クレイ絵物語 目指せ!トップアイドル☆」（小説『惑星クレイ物語』（『月刊ブシロード』2015年8月号掲載）原作）を同時収録し電子書籍化された。
書籍情報
| 発売日       | ISBN         |
| ------------ | ------------ |
| 2019年2月6日 | 電子書籍のみ |

アナザーヴァンガード 星導のアスカ
三越はるはによる作画、中条兜の構成で『月刊ブシロード』2018年1月号より2019年5月号まで連載された。『月刊ブシロード』3周年記念し企画されたカードファイト!! ヴァンガード専門のマンガ大賞「ヴァンガードマンガ大賞」のマンガ部門の大賞受賞作『カードファイト!! ヴァンガードSS』が元になっていて、そちらが2017年6月号から8月号に掲載された後、続編として連載されたのが本作。単行本（『アナザーヴァンガード 星導のアスカ』）にも『カードファイト!! ヴァンガードSS』の内容が冒頭に掲載されている。女子高生・松本アスカが主人公。
書籍情報
| 巻数 | 発売日         | ISBN         |
| ---- | -------------- | ------------ |
| 1    | 2018年11月19日 | 電子書籍のみ |
| 2    | 2020年8月11日  | 電子書籍のみ |
| 3    | 2020年9月18日  | 電子書籍のみ |

カードファイト!! ヴァンガード ターナバウト
伊藤彰のネーム原作、影山なおゆきによる作画で『月刊ブシロード』2020年9月号より2023年1月号まで連載された。櫂トシキとオリビエ・ガイヤールを主人公とする漫画版『カードファイト!! ヴァンガード』の公式続編。
書籍情報
- 第1・2巻には、各巻、巻末に綴じ込み付録として新規PRカードが1枚封入されている。

| 巻数 | 発売日        | ISBN              | PRカード                          |
| ---- | ------------- | ----------------- | --------------------------------- |
| 1    | 2021年4月8日  | 978-4-04-899478-1 | 蒼き炎のプロミネンスグレア        |
| 2    | 2021年10月8日 | 978-4-04-899494-1 | エキゾティック ドラグナルアーマー |
| 3    | 2022年4月25日 | 電子書籍のみ      | 付録なし                          |
| 4    | 2023年1月7日  | 電子書籍のみ      | 付録なし                          |

くれいずぅ クレイわんぱく冒険記
伊藤彰の原作、AKIによる作画で『コミックブシロードWEB』にて2021年4月23日より2022年11月25日まで連載された。3000年後の惑星クレイアジアとオーストラリアを舞台にしたユニットたちのわちゃわちゃとした作品。
書籍情報
| 巻数 | 発売日        | ISBN         |
| ---- | ------------- | ------------ |
| 1    | 2022年4月25日 | 電子書籍のみ |
| 2    | 2023年3月8日  | 電子書籍のみ |

カードファイト!! ヴァンガード YouthQuake
伊藤彰のシリーズ原案、Quilyによる作画で『月刊ブシロード』2022年7月号から2024年5月号まで連載された後、2024年6月14日から『コミックグロウル』にて連載中。『コミックグロウル』移籍後は毎月第2金曜日に更新される。先達メグルが主人公。
書籍情報
- 紙版にのみ各巻、巻末に綴じ込み付録として新規PRカードが1枚封入されている。

| 巻数 | 発売日                                               | ISBN              | PRカード                   |
| ---- | ---------------------------------------------------- | ----------------- | -------------------------- |
| 1    | 2022年6月8日（先行電子書籍版） 2023年1月7日（紙版）  | 978-4-04-899549-8 | ヴァーサタイル・アセンブラ |
| 2    | 2023年2月8日（先行電子書籍版） 2023年6月8日（紙版）  | 978-4-04-899567-2 | 燦き揺蕩う水想幻獣         |
| 3    | 2023年9月8日（先行電子書籍版） 2023年12月8日（紙版） | 978-4-04-899581-8 | せるがおん                 |
| 4    | 2024年6月7日                                         | 978-4-04-899624-2 | 諸悪を誅する烈火の咆哮     |
| 5    | 2024年12月6日                                        | 978-4-04-899652-5 | 財厳者 タラスバキ          |
| 6    | 2025年6月6日                                         | 978-4-04-899691-4 | 星海より手繰る星霧騎士の道 |

カードファイト!! ヴァンガード スカイライド
大円坊真による漫画が『月刊コロコロコミック』（小学館）2024年1月号より連載中。天導ゼロが主人公。
書籍情報
- 巻末に綴じ込み付録として新規PRカードが1枚封入されている。

| 巻数 | 発売日         | ISBN              | PRカード                   |
| ---- | -------------- | ----------------- | -------------------------- |
| 1    | 2024年9月27日  | 978-4-09-149798-7 | 心の開棒 フィリィア        |
| 2    | 2024年10月28日 | 978-4-09-149837-3 | 深淵霊域 メイディス        |
| 3    | 2025年3月28日  | 978-4-09-154019-5 | 紅蓮に染まりし、黙示録の炎 |
| 4    | 2025年7月28日  | 978-4-09-154052-2 | 祭砲竜 ディノフェスト      |

### 小説
角川つばさ文庫版ノベライズ
番棚葵による著で、角川つばさ文庫にてテレビアニメのノベライズが刊行されている。
Cray Chronicle Notes ～惑星クレイ物語～
のぎり（旧名はノ霧）による著で、『月刊ブシロード』にて2013年10月号（創刊号）から2018年4月号まで小説『惑星クレイ物語』が連載された。『Cray Chronicle Notes ～惑星クレイ物語～』上巻・下巻（2冊セット）、『Cray Chronicle Notes ～惑星クレイ物語～Beginning』、『Cray Chronicle Notes ～惑星クレイ物語～Luard』上巻・下巻（2冊セット）として、イベントかブシロード EC SHOPで限定販売で書籍化された。後に電子書籍化した。
| タイトル                                                | 発売日        | ISBN                         | PRカード                      |
| ------------------------------------------------------- | ------------- | ---------------------------- | ----------------------------- |
| Cray Chronicle Notes ～惑星クレイ物語～ 上巻・下巻      | 2017年5月6日  | 出版物ではないためISBNは無い | スチームスカラー シン・マギル |
| Cray Chronicle Notes ～惑星クレイ物語～Beginning        | 2018年4月29日 | 出版物ではないためISBNは無い |                               |
| Cray Chronicle Notes ～惑星クレイ物語～Luard 上巻・下巻 | 2019年5月3日  | 出版物ではないためISBNは無い |                               |

### コンピューターゲーム

#### ソーシャルゲーム
カードファイト!!　ヴァンガード モバイル
2011年2月から2012年2月までグリーがアニメと連動したソーシャルゲームサービスをおこなっていた。開発はエンタースフィア。
カードファイト!! ヴァンガード 惑星大戦
2013年3月から2016年3月までAndroid版、iPhone版がブシモをプラットフォームにサービス提供されていた。開発はヘッドロック。ジャンルはネットワークRPG。
ヴァンガード ZERO
2019年12月から2023年6月30日まで配信されていたスマートフォン用ゲームアプリ。スマートフォン用ゲームアプリをPCでもプレイできるプラットフォームのShift for docomoでも2020年3月（令和2年）から配信されていたが、こちらは2020年（令和2年）12月にプラットフォーム自体が終了になった。

#### コンシューマーゲーム
「エクス」以前はフリュー、「ディアデイズ」以降はブシロード（ブシロードゲームズ）から発売。
カードファイト!! ヴァンガード ライド トゥ ビクトリー!!
2013年4月11日に発売されたニンテンドー3DS用ソフト。
カードファイト!! ヴァンガード ロック オン ビクトリー!!
2014年6月5日に発売されたニンテンドー3DS用ソフト。
カードファイト!! ヴァンガードG ストライド トゥ ビクトリー!!
2016年1月14日に発売されたニンテンドー3DS用ソフト。
カードファイト!! ヴァンガード エクス
2019年9月19日に発売されたNintendo Switch / PlayStation 4用ソフト。
カードファイト!! ヴァンガード ディアデイズ
2022年11月17日に発売されたNintendo Switch / Steam用ソフト。
カードファイト!! ヴァンガード ディアデイズ2
2025年1月30日に発売されたNintendo Switch / Steam用ソフト。

### 実写

#### テレビドラマ
2012年5月3日にテレビ東京系列にて放送された。

#### 実写映画
2014年9月13日、『劇場版 カードファイト!! ヴァンガード 3つのゲーム』と題し全国松竹系でロードショー。テレビドラマで主演したDAIGOが引き続き「ダイゴ」役で主演する（同時上映はアニメ映画『劇場版 カードファイト!! ヴァンガード ネオンメサイア』）。

#### 舞台
舞台「カードファイト!! ヴァンガード」〜バーチャル・ステージ〜
2016年1月5日から11日、AiiA 2.5 Theater Tokyoにて上演（全12公演）。脚本･演出･作詞は堤泰之が担当。アニメ第1期を題材にしたストーリーが展開される。公演の模様はDVD化され、2016年4月30日にブシロードミュージックから発売。
キャスト
- 先導アイチ - 大平峻也
- 櫂トシキ - 健人
- 戸倉ミサキ - 能條愛未（当時乃木坂46）
- 葛木カムイ - 相馬眞太
- 鳴海アサカ - 柴小聖
- 新城テツ - 坂垣怜次
- 矢作キョウ - 植田慎一郎
- 三和タイシ - 石渡真修
- 森川カツミ - 高橋里央
- 井崎ユウタ - 田中大地
- 新田シン - 森嶋秀太
- 先導エミ - 竹内夢
- 飛田マイ - 堀内まり菜
- 雀ヶ森レン - 染谷俊之
- 立凪コーリン - 三森すずこ

片山浩憲、神久保翔也、那須野智弘、山際海斗、音華花、川北有紀、白石みずほ、甚古萌、福井こころ、山田琴美

舞台「カードファイト!! ヴァンガード」〜バーチャル・ステージ〜 リンクジョーカー編
2017年4月1日から9日、同じくAiiA 2.5 Theater Tokyoにて上演。前作から引き続き、脚本･演出･作詞は堤泰之が担当。アニメ第3期を題材にしたストーリーが展開される。公演の模様はDVD化され、2017年8月9日にブシロードミュージックから発売。
キャスト
- 先導アイチ - 大平峻也
- 櫂トシキ - 健人
- 戸倉ミサキ - 能條愛未（当時乃木坂46）
- 葛木カムイ - 相馬眞太
- 三和タイシ - 石渡真修
- 鳴海アサカ - 柴小聖
- 新城テツ - 板垣怜次
- 新田シン - 森嶋秀太
- 石田ナオキ - 佐川大樹
- 小茂井シンゴ - 佐野真白
- 立凪タクト - 上村海成
- 蒼龍レオン - 丸目聖人
- ジリアン・チェン - MIO
- シャーリーン・チェン - YAE
- 雀ヶ森レン - 染谷俊之
- 立凪コーリン - 三森すずこ

片山浩憲、榊英訓、長谷川裕、辻大樹、時松研斗、音華花、川北有紀、白石みずほ、甚古萌、山田琴美、立川ユカ子、白井美貴

### 情報番組

#### テレビ
- ヴァンガードTV（2011年1月9日 - 9月25日、BSジャパン（現：BSテレ東））
- ヴァンガ道（第1期：2011年10月2日 - 2012年3月25日、第2期：2013年4月6日 - 12月28日、テレビ東京系列6局・BSジャパン[注 60]）
- ヴァンガードTV2（2012年4月7日 - 2013年3月30日、BSジャパン）
- ヴァンガードTV TRY（2014年1月6日 - 10月18日、テレビ東京系列6局・BSジャパン[注 61]）
- ヴァンガードスタジアム（2014年10月25日 - 2015年3月28日、BSジャパン）
- サタデーヴァンガード1030（2015年9月17日 - 2016年3月26日、BSジャパン）
- ENJOY! ヴァンガろうTV[38]（2024年4月27日 - 6月29日、テレビ東京系列6局・BS日テレ）
  - ENJOY!! ヴァンガろうTV（2024年10月19日 - 2025年1月4日、同上）
  - ENJOY!!! ヴァンガろうTV （2025年4月26日 - 6月28日、同上）

#### ラジオ
2011年1月13日から2012年3月29日までHiBiKi Radio Stationにて配信された。パーソナリティは橘田いずみ、森嶋秀太、石川静。
また、ラジオ大阪では『立ち上がれ!僕らのヴァンガード』などの複数の番組が放送された。パーソナリティは代永翼、佐藤拓也。

## 関連書籍
発行：角川書店
| 巻数                                         | 発売日                                       | 収録カード枚数                               | 規格品番                                     | PRカード                                        |
| カードファイト!! ヴァンガード 完全カード全集 | カードファイト!! ヴァンガード 完全カード全集 | カードファイト!! ヴァンガード 完全カード全集 | カードファイト!! ヴァンガード 完全カード全集 | カードファイト!! ヴァンガード 完全カード全集    |
| -------------------------------------------- | -------------------------------------------- | -------------------------------------------- | -------------------------------------------- | ----------------------------------------------- |
| I                                            | 2011年（平成23年）9月22日                    | 372枚                                        | 978-4-04-854709-3                            | 剛剣の騎士 カラドック、天空のイーグルナイト     |
| II                                           | 2012年（平成24年）7月26日                    | 576枚                                        | 978-4-04-110249-7                            | 双煌の剣士 マーハウス、フレアウィップ・ドラゴン |